# Campionatul Mondial de Fotbal 2014
Campionatul Mondial de Fotbal 2014 a fost cea de-a 20-a ediție a Campionatului Mondial de Fotbal, care a avut loc în Brazilia, între 12 iunie și 13 iulie 2014 (32 de zile).
Echipele naționale a 31 de țări au trecut prin campania de calificare care a început în iunie 2011 pentru a participa alături de Brazilia la turneul final. Un total de 64 de meciuri s-au jucat în 12 orașe din Brazilia. Pentru prima oară la un Campionat Mondial, arbitrii au fost ajutați de tehnologia golului de pe linie, precum și de spuma care dispare, pentru loviturile libere.
Aceasta este a doua oară când Brazilia a găzduit acest eveniment, prima ediție găzduită de această țară având loc în 1950. Brazilia a devenit cea de-a cincea țară care a găzduit pentru a doua oară Campionatul Mondial de Fotbal, după Mexic, Italia, Franța și Germania. A fost pentru prima dată când Campionatul Mondial a fost ținut în America de Sud după Campionatul Mondial de Fotbal din 1978 din Argentina, și al cincilea la general. De asemenea, a fost pentru prima dată când două Campionate Mondiale consecutive sunt ținute în afara Europei și prima dată când două Campionate Mondiale consecutive sunt ținute în Emisfera sudică (Campionatul Mondial de Fotbal din 2010 s-a desfășurat în Africa de Sud).
Toate campioanele mondiale din istoria turneului au fost prezente la acest Campionat Mondial – Argentina, Anglia, Brazilia, Franța, Germania, Italia, Spania și Uruguay – s-au calificat pentru acest turneu. Campioana en-titre, Spania, a fost eliminată în faza grupelor, la fel ca Anglia și Italia. Uruguay a fost eliminată în optimile de finală, iar Franța în sferturi. Gazda, Brazilia, a fost eliminată în semifinale, ceea ce a însemnat că titlul s-a decis între cele două foste campioane, Argentina și Germania. Toate cele șapte turnee susținute anterior în America (patru în America de Sud și trei în America de Nord) au fost câștigate de echipele din America de Sud.
Ca și campioni, Germania s-a calificat pentru Cupa Confederațiilor FIFA 2017. Pe timpul acestui Campionat Mondial, festivitățile dedicate fanilor au primit peste 5 milioane de oameni, iar Brazilia a primit peste 1 milion de străini, aceștia făcând parte din peste 202 de țări.

## Alegerea gazdei

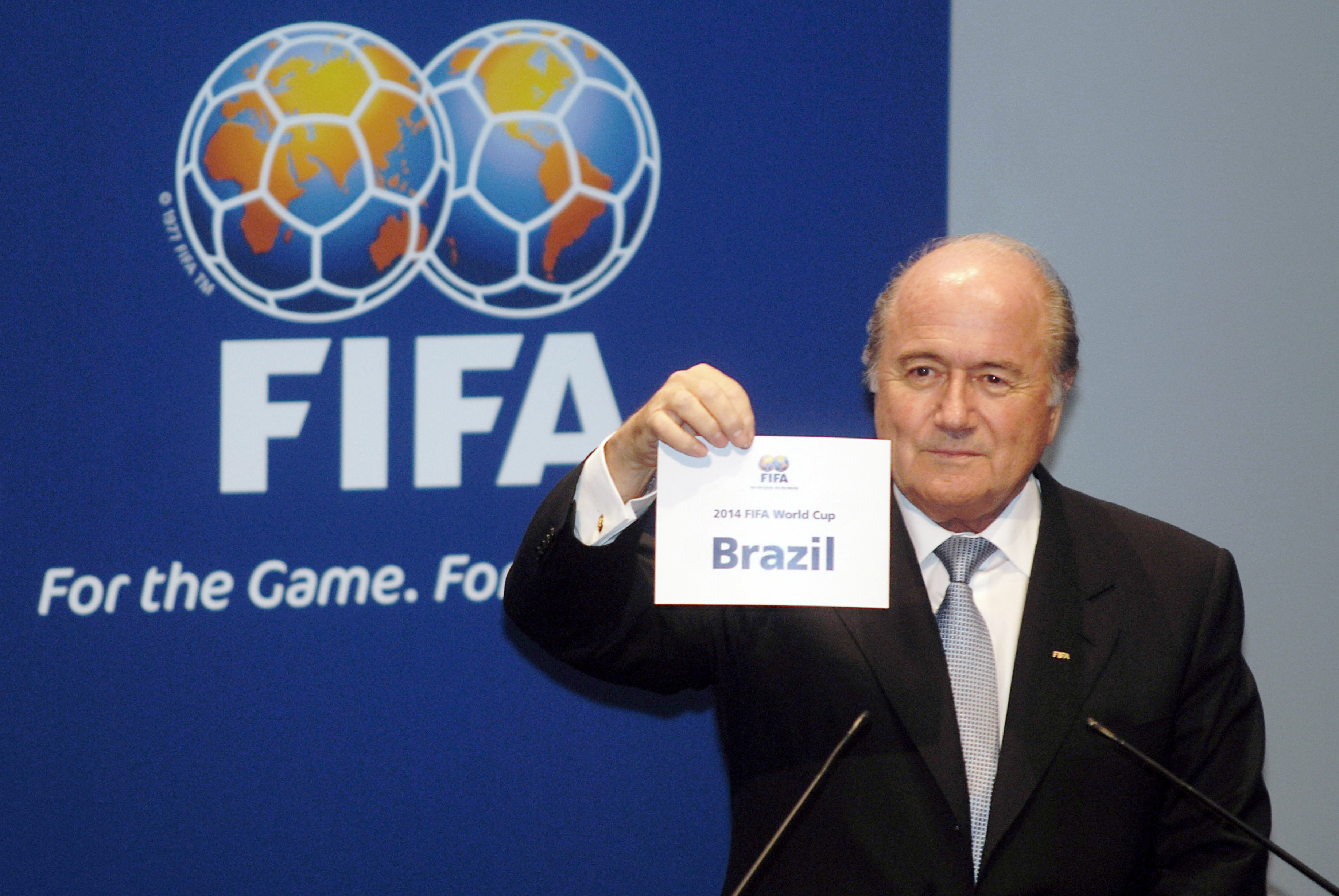
Sepp Blatter anunțând Brazilia ca gazdă a Campionatului Mondial de Fotbal 2014.

Pe 7 martie 2003, FIFA a anunțat că turneul va avea loc în America de Sud pentru prima dată după ce Argentina l-a organizat în 1978, conform politicii sale de a da dreptul de organizare a turneului prin rotație diferitor confederații continentale. 
Pe 3 iunie 2003, Confederația Sud-americană de Fotbal CONMEBOL a anunțat inițial că Argentina, Brazilia și Columbia doresc să organizeze turneul final, însă pe 17 martie 2004, asociațiile CONMEBOL au votat în unanimitate ca Brazilia să fie singura candidată.
Între timp, Columbia a decis că ea își va înainta propria candidatură, pe care și-a declarat-o formal în decembrie 2006. Cu o săptămână înainte, Brazilia, de asemenea, își anunțase formal intenția.
Totuși, Columbia și-a retras oficial candidatura în aprilie 2007, lăsând Brazilia ca singura candidată. Pe 30 octombrie 2007, FIFA a confirmat oficial că Brazilia va găzdui evenimentul.

## Mingea oficială
Mingea oficială a Campionatului Mondial de Fotbal 2014 a fost Adidas Brazuca. A fost realizată de compania Adidas, o parteneră FIFA și furnizorul de mingi oficiale pentru Campionatul Mondial de Fotbal încă din 1970. Adidas a creat un design diferit față de Jabulani, mingea folosită la Campionatul Mondial de Fotbal 2010. Această minge a crescut în consistență și în aerodinamică față de predecesoarea acesteia. Procesul de fabricare a durat peste 2 ani, până când mingea a îndeplinit condițiile impuse de FIFA. Brazuca a fost confecționată de Forward Sports, companie cu sediul în Sialkot, Pakistan. Brazuca este o versiune actualizată a modelului Tango 12, mingea oficială a Campionatului European de Fotbal 2012. Conform specificațiilor oficiale, Brazuca are un procent de absorbție al apei de 0,2 %, cântărește 437 de grame și are o circumferință de 69 de cm (modelul aprobat de FIFA poate fi între 68,5–69,5 de cm). Mingea este alcătuită din trei elemente: camera, scheletul și structura externă formată din șase bucăți identice lipite termic.

## Calificarea
Alocarea locurilor pentru turneul final s-a efectuat pe 3 martie 2011 prin distribuirea neschimbată față de ediția precedentă a celor 31 de locuri determinate prin procesul de calificare.
Tragerea la sorți pentru calificări a avut loc la Marina da Glória, în Rio de Janeiro, pe 30 iulie 2011. Ca echipă gazdă, Brazilia s-a calificat automat la turneul final.
Două sute trei din cele 208 echipe naționale de fotbal afiliate FIFA la moment, au participat în faza calificărilor, care a început pe 15 iunie 2011 și s-a terminat pe 20 noiembrie 2013. 24 din cele 32 de echipe calificate la turneul final au fost prezente și la ediția precedentă, iar unica debutantă este Bosnia și Herțegovina, care s-a calificat pentru prima dată ca țară independentă. Columbia s-a calificat la Campionatul Mondial după 16 ani de absență, în timp ce Rusia și Belgia după 12 ani de absență; Croația, Ecuador, Costa Rica și Iran s-au întors după ce au lipsit doar odată de la un turneu final. Cea mai bine clasată echipă absentă la turneu, conform clasamentului FIFA pe națiuni va fi Ucraina, în timp ce regiunea OFC nu va avea reprezentanți la turneul final al Campionatului Mondial de Fotbal pentru prima dată de la ediția din 2002.

### Echipe calificate
Următoarele 32 de echipe s-au calificat pentru turneul final. În paranteze sunt afișate poziția echipelor în clasamentul mondial din luna octombrie 2013, conform căreia se va face tragerea la sorți.

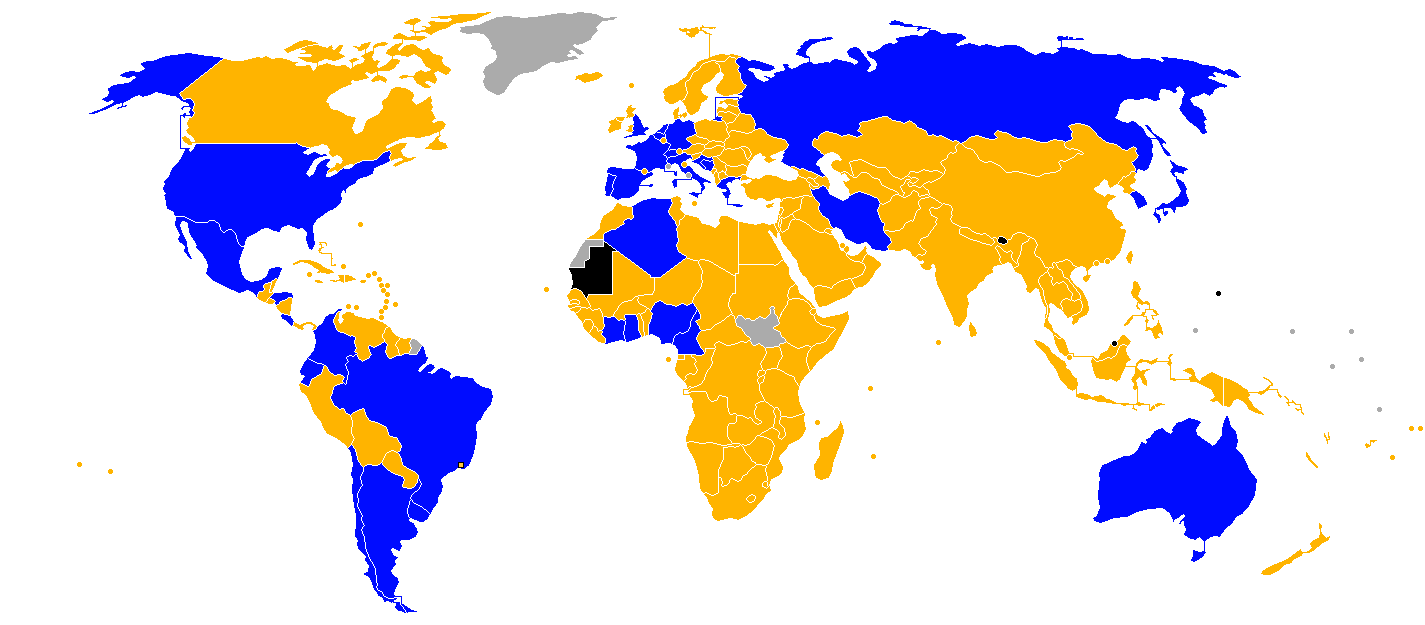
Țări calificate la Campionatul Mondial
Țări eliminate în calificări
Țări care nu s-au înscris
Țări neafiliate la FIFA

| AFC (4) - Australia (57) - Iran (49) - Japonia (44) - Coreea de Sud (56) CAF (5) - Algeria (32) - Camerun (59) - Ghana (23) - Coasta de Fildeș (17) - Nigeria (33) OFC (0) - Nicio reprezentantă | CONCACAF (4) - Costa Rica (31) - Honduras (34) - Mexic (24) - Statele Unite ale Americii (13) CONMEBOL (6) - Argentina (3) - Brazilia (11) (gazdă) - Chile (12) - Columbia (4) - Ecuador (22) - Uruguay (6) | UEFA (13) - Belgia (5) - Bosnia și Herțegovina (16) - Croația (18) - Anglia (10) - Franța (21) - Germania (2) - Grecia (15) - Italia (9) - Țările de Jos (8) - Portugalia (14) - Rusia (19) - Spania (1) - Elveția (7) |  |

| 1  | Spania                     | UEFA     |
| 2  | Germania                   | UEFA     |
| 3  | Brazilia (gazdă)           | CONMEBOL |
| 4  | Portugalia                 | UEFA     |
| 5  | Argentina                  | CONMEBOL |
| 6  | Elveția                    | UEFA     |
| 7  | Uruguay                    | CONMEBOL |
| 8  | Columbia                   | CONMEBOL |
| 9  | Italia                     | UEFA     |
| 10 | Anglia                     | UEFA     |
| 11 | Belgia                     | UEFA     |
| 12 | Grecia                     | UEFA     |
| 13 | Statele Unite ale Americii | CONCACAF |
| 14 | Chile                      | CONMEBOL |
| 15 | Țările de Jos              | UEFA     |
| 16 | Franța                     | UEFA     |
| 17 | Croația                    | UEFA     |
| 18 | Rusia                      | UEFA     |
| 19 | Mexic                      | CONCACAF |
| 20 | Bosnia și Herțegovina      | UEFA     |
| 21 | Algeria                    | CAF      |
| 22 | Coasta de Fildeș           | CAF      |
| 23 | Ecuador                    | CONMEBOL |
| 24 | Costa Rica                 | CONCACAF |
| 25 | Honduras                   | CONCACAF |
| 26 | Ghana                      | CAF      |
| 27 | Iran                       | AFC      |
| 28 | Nigeria                    | CAF      |
| 29 | Japonia                    | AFC      |
| 30 | Camerun                    | CAF      |
| 31 | Coreea de Sud              | AFC      |
| 32 | Australia                  | AFC      |

## Stadioane
Optsprezece orașe au fost prezentate ca fiind candidate pentru găzduirea Campionatului Mondial: Belém, Belo Horizonte, Brasília, Campo Grande, Cuiabá, Curitiba, Florianópolis, Fortaleza, Goiânia, Maceió, Manaus, Natal, Porto Alegre, Recife, Rio Branco, Rio de Janeiro, Salvador și São Paulo.
În decembrie 2008 s-a ajuns la comun acord ca 12 orașe să găzduiască turneul, iar pe 31 mai 2009 au fost anunțate orașele selectate.
| Rio de Janeiro, RJ                                    | Brasília, DF                                                                                              | São Paulo, SP                                                                                             | Fortaleza, CE                                         |
| ----------------------------------------------------- | --- | --- | ----------------------------------------------------- |
| Estádio do Maracanã                                   | Estádio Nacional Mané Garrincha                                                                           | Arena Corinthians                                                                                         | Estádio Castelão                                      |
| 22°54′43.8″S 43°13′48.59″V / 22.912167°S 43.2301639°V | 15°47′0.6″S 47°53′56.99″V / 15.783500°S 47.8991639°V                                                      | 23°32′43.91″S 46°28′24.14″V / 23.5455306°S 46.4733722°V                                                   | 3°48′26.16″S 38°31′20.93″V / 3.8072667°S 38.5224806°V |
| Capacitate: 76.935 (renovat)                          | Capacitate: 70.042 (stadion nou)                                                                          | Capacitate: 68.000 (stadion nou)                                                                          | Capacitate: 64.846 (renovat)                          |
|                                                       | | |                                                       |
| Belo Horizonte, MG                                    | Belo HorizonteBrasíliaFortalezaPorto AlegreSão PauloRio de JaneiroSalvadorNatalCuiabáCuritibaManausRecife | Belo HorizonteBrasíliaFortalezaPorto AlegreSão PauloRio de JaneiroSalvadorNatalCuiabáCuritibaManausRecife | Porto Alegre, RS                                      |
| Estádio Mineirão                                      | Belo HorizonteBrasíliaFortalezaPorto AlegreSão PauloRio de JaneiroSalvadorNatalCuiabáCuritibaManausRecife | Belo HorizonteBrasíliaFortalezaPorto AlegreSão PauloRio de JaneiroSalvadorNatalCuiabáCuritibaManausRecife | Estádio Beira-Rio                                     |
| 19°51′57″S 43°58′15″V / 19.86583°S 43.97083°V         | Belo HorizonteBrasíliaFortalezaPorto AlegreSão PauloRio de JaneiroSalvadorNatalCuiabáCuritibaManausRecife | Belo HorizonteBrasíliaFortalezaPorto AlegreSão PauloRio de JaneiroSalvadorNatalCuiabáCuritibaManausRecife | 30°3′56.21″S 51°14′9.91″V / 30.0656139°S 51.2360861°V |
| Capacitate: 62.547 (renovat)                          | Belo HorizonteBrasíliaFortalezaPorto AlegreSão PauloRio de JaneiroSalvadorNatalCuiabáCuritibaManausRecife | Belo HorizonteBrasíliaFortalezaPorto AlegreSão PauloRio de JaneiroSalvadorNatalCuiabáCuritibaManausRecife | Capacitate: 51.300 (renovat)                          |
|                                                       | Belo HorizonteBrasíliaFortalezaPorto AlegreSão PauloRio de JaneiroSalvadorNatalCuiabáCuritibaManausRecife | Belo HorizonteBrasíliaFortalezaPorto AlegreSão PauloRio de JaneiroSalvadorNatalCuiabáCuritibaManausRecife |                                                       |
| Salvador, BA                                          | Belo HorizonteBrasíliaFortalezaPorto AlegreSão PauloRio de JaneiroSalvadorNatalCuiabáCuritibaManausRecife | Belo HorizonteBrasíliaFortalezaPorto AlegreSão PauloRio de JaneiroSalvadorNatalCuiabáCuritibaManausRecife | Recife, PE                                            |
| Arena Fonte Nova                                      | Belo HorizonteBrasíliaFortalezaPorto AlegreSão PauloRio de JaneiroSalvadorNatalCuiabáCuritibaManausRecife | Belo HorizonteBrasíliaFortalezaPorto AlegreSão PauloRio de JaneiroSalvadorNatalCuiabáCuritibaManausRecife | Arena Pernambuco                                      |
| 12°58′43″S 38°30′15″V / 12.97861°S 38.50417°V         | Belo HorizonteBrasíliaFortalezaPorto AlegreSão PauloRio de JaneiroSalvadorNatalCuiabáCuritibaManausRecife | Belo HorizonteBrasíliaFortalezaPorto AlegreSão PauloRio de JaneiroSalvadorNatalCuiabáCuritibaManausRecife | 8°2′24″S 35°0′29″V / 8.04000°S 35.00806°V             |
| Capacitate: 56.000 (renovat)                          | Belo HorizonteBrasíliaFortalezaPorto AlegreSão PauloRio de JaneiroSalvadorNatalCuiabáCuritibaManausRecife | Belo HorizonteBrasíliaFortalezaPorto AlegreSão PauloRio de JaneiroSalvadorNatalCuiabáCuritibaManausRecife | Capacitate: 46.154 (stadion nou)                      |
|                                                       | Belo HorizonteBrasíliaFortalezaPorto AlegreSão PauloRio de JaneiroSalvadorNatalCuiabáCuritibaManausRecife | Belo HorizonteBrasíliaFortalezaPorto AlegreSão PauloRio de JaneiroSalvadorNatalCuiabáCuritibaManausRecife |                                                       |
| Cuiabá, MT                                            | Manaus, AM                                                                                                | Natal, RN                                                                                                 | Curitiba, PR                                          |
| Arena Pantanal                                        | Arena Amazônia                                                                                            | Arena das Dunas                                                                                           | Arena da Baixada                                      |
| 15°36′11″S 56°7′14″V / 15.60306°S 56.12056°V          | 3°4′59″S 60°1′41″V / 3.08306°S 60.02806°V                                                                 | 5°49′44.18″S 35°12′49.91″V / 5.8289389°S 35.2138639°V                                                     | 25°26′54″S 49°16′37″V / 25.44833°S 49.27694°V         |
| Capacitate: 42.968 (stadion nou)                      | Capacitate: 42.374 (stadion nou)                                                                          | Capacitate: 42.086 (stadion nou)                                                                          | Capacitate: 43.981 (renovat)                          |
|                                                       | | |                                                       |

## Tragerea la sorți
Cele 32 de echipe participante urmau să fie împărțite în opt grupe ale fazei grupelor. În prealabil, echipele au fost repartizate în patru urne, cu 7 cele mai bine clasate echipe din lume și echipa gazdă Brazilia, fiind puse în prima urnă valorică. Ca și la precedentele ediții, FIFA a creat grupele cu o separare geografică maxim posibilă, și prin urmare echipele necotate au fost repartizate în urne pe considerente geografice.
| Urna 1 (capi de serie)                                                                   | Urna 2 (Africa & America de Sud)                                         | Urna 3 (Asia & America de Nord)                                                                         | Urna 4 (Europa) |
| ---------------------------------------------------------------------------------------- | ------------------------------------------------------------------------ | --- | --- |
| Brazilia (gazdă) · Argentina · Columbia · Uruguay · Belgia · Germania · Spania · Elveția | Algeria · Camerun · Coasta de Fildeș · Ghana · Nigeria · Chile · Ecuador | Australia · Japonia · Iran · Coreea de Sud · Costa Rica · Honduras · Mexic · Statele Unite ale Americii | Bosnia și Herțegovina · Croația · Anglia · Franța · Grecia · Italia (mutată în urna 2) · Țările de Jos · Portugalia · Rusia |

Tragerea la sorți pentru Campionatul Mondial de Fotbal 2014 a avut loc în Mata de São João, în Bahia, pe 6 decembrie 2013. Ceremonia a fost prezentată de Secretarul General FIFA, Jérôme Valcke, și brazilianca Fernanda Lima, bilele fiind extrase de foști jucători ce au reprezentat ultimile 8 campioane mondiale: Cafu, Fabio Cannavaro, Alcides Ghiggia, Fernando Hierro, Geoff Hurst, Mario Kempes, Lothar Matthäus și Zinedine Zidane. În cadrul tragerii la sorți, au fost aplicate proceduri adiționale din cauza numărului inegal de echipe din cele 4 urne geografice, și prin urmare, în mod aleatoriu, o echipă europeană din urna 4 a fost mutată în urna 2. Echipele din aceeași confederație nu au putut fi extrase împreună în grupă, cu excepția membrelor UEFA, care puteau nimeri maximum câte două împreună.

## Arbitrajul

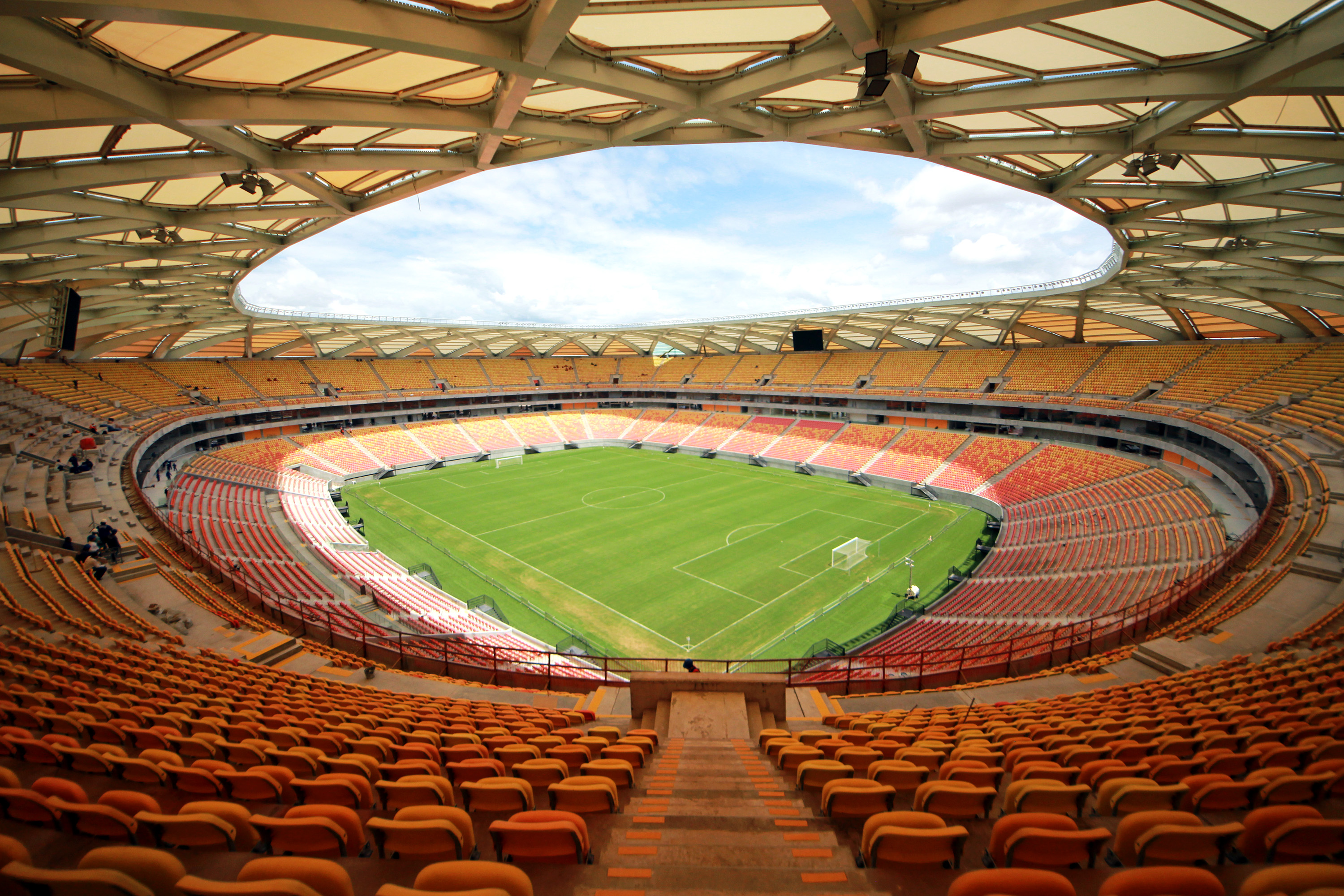
Arena Amazônia din Manaus

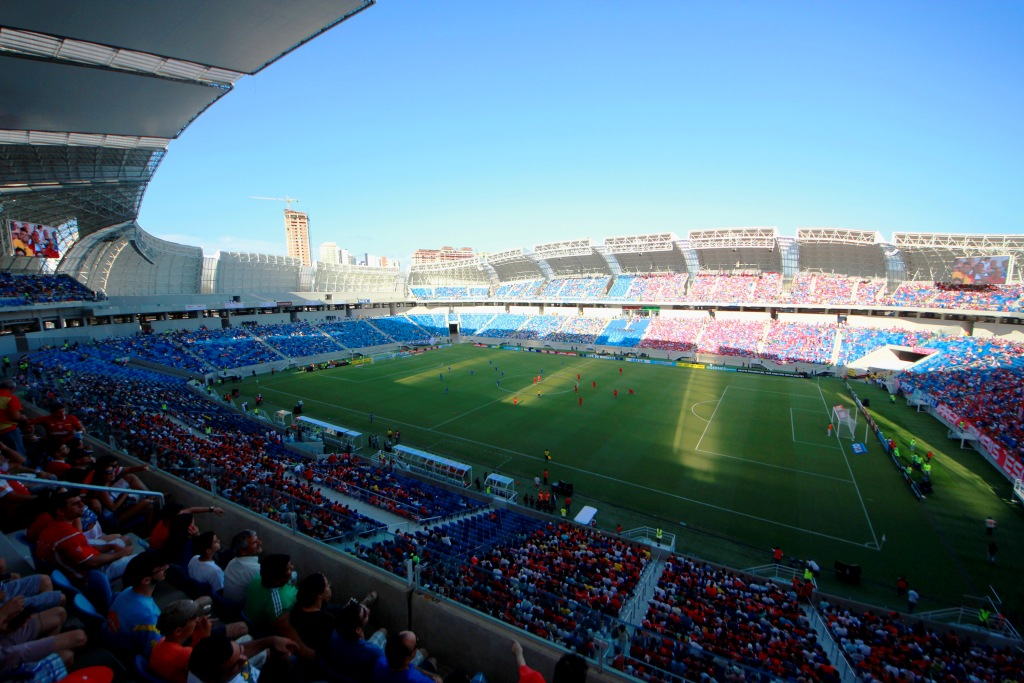
Arena das Dunas din Natal

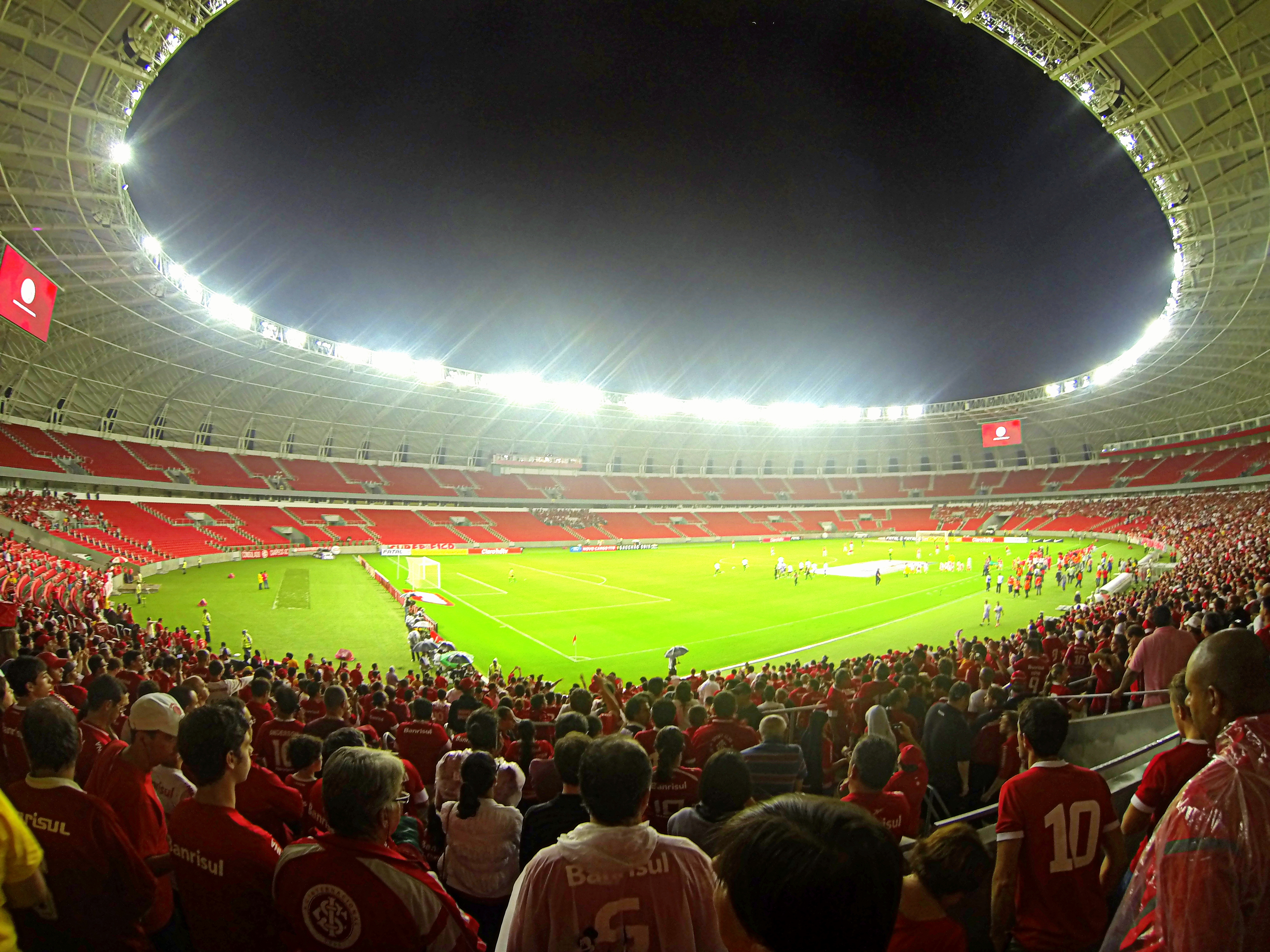
Estádio Beira-Rio din Porto Alegre

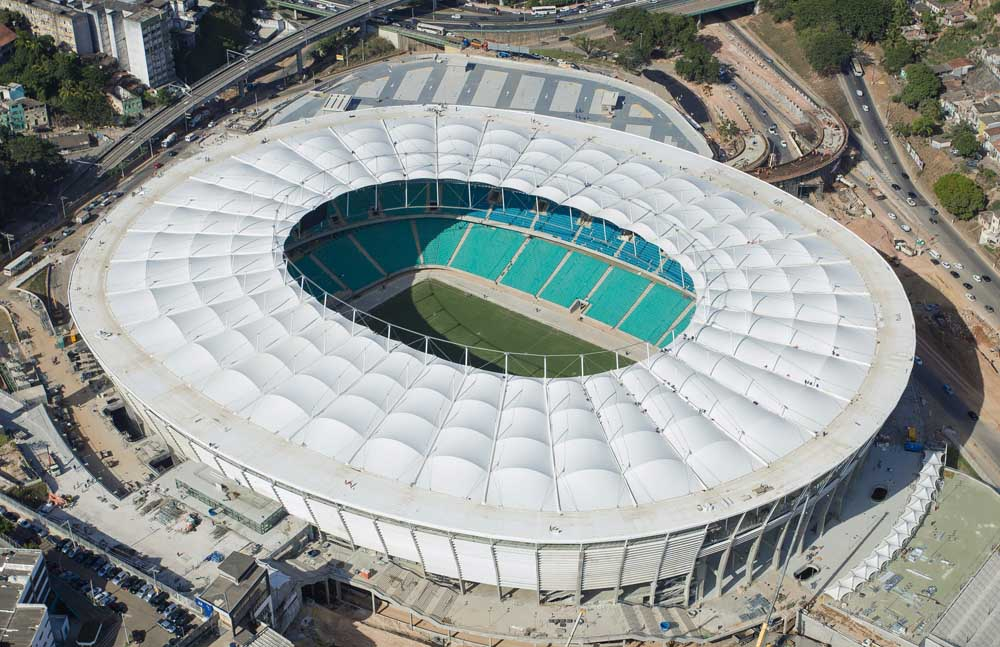
Arena Fonte Nova din Salvador

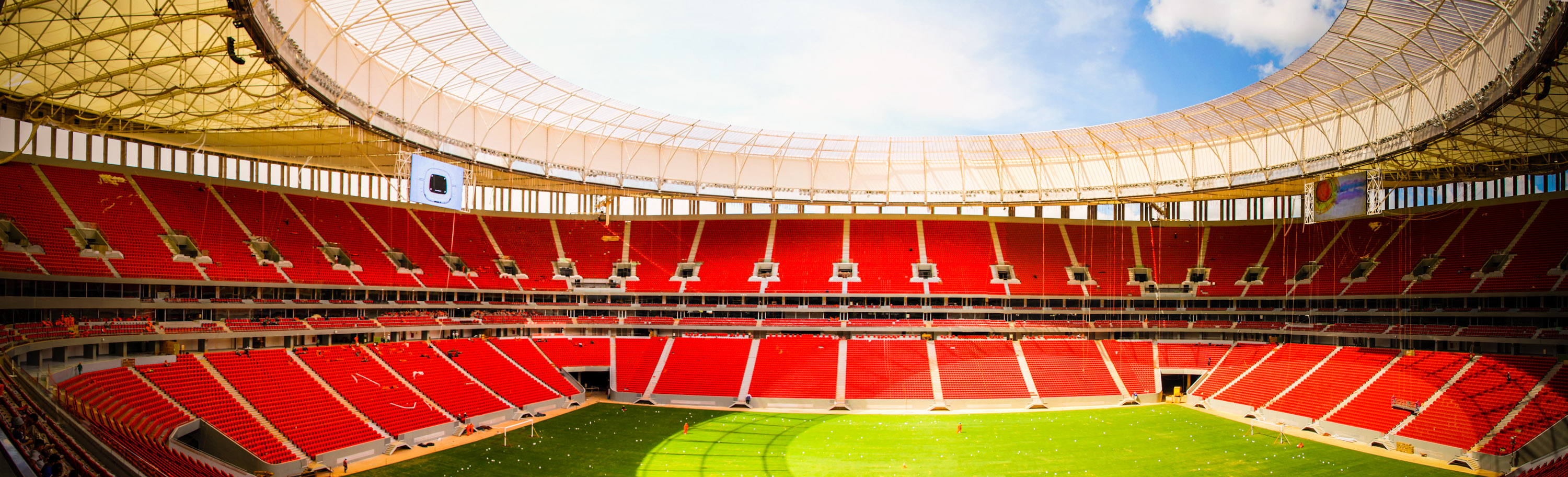
Estádio Nacional din Brasília

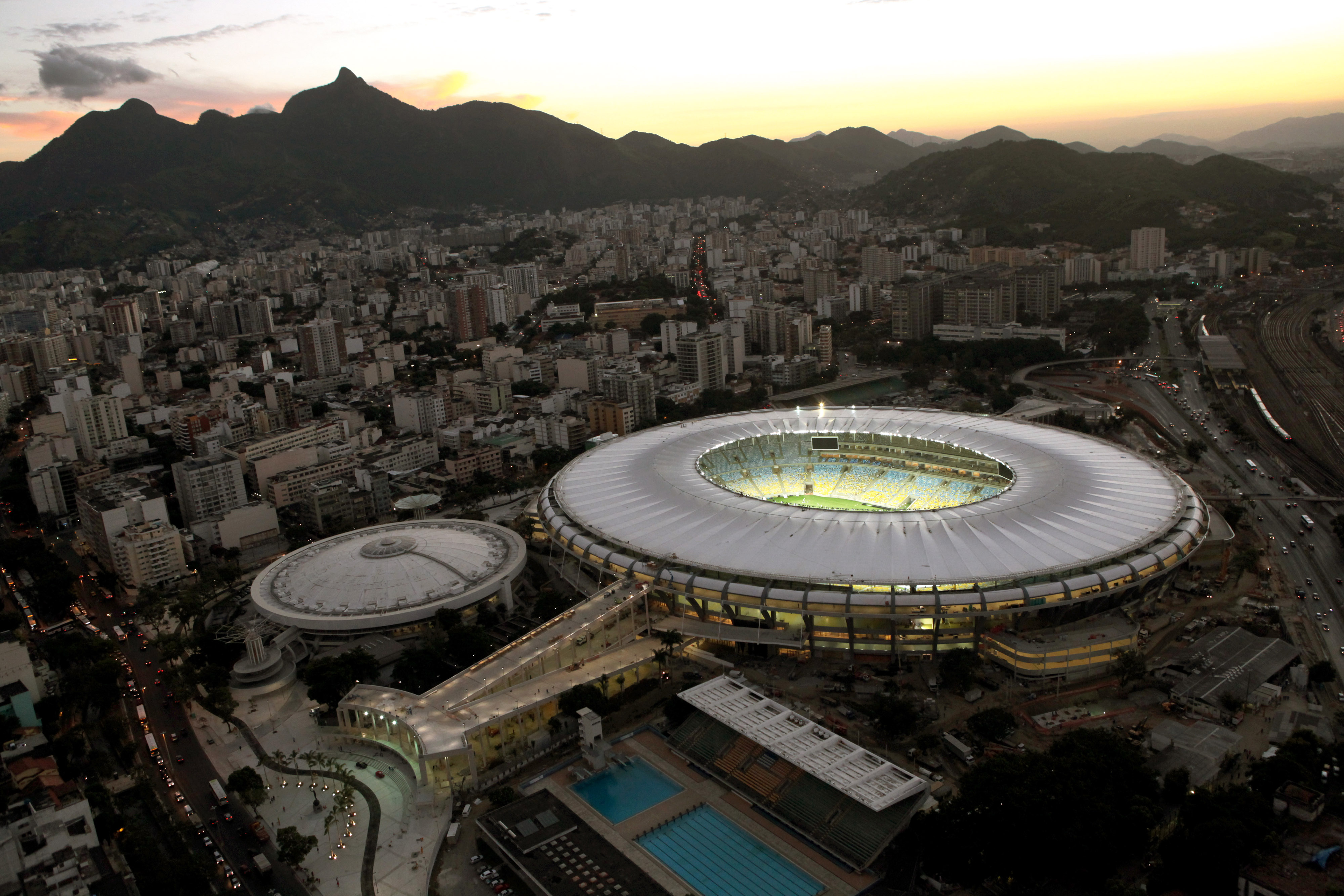
Maracanã din Rio de Janeiro

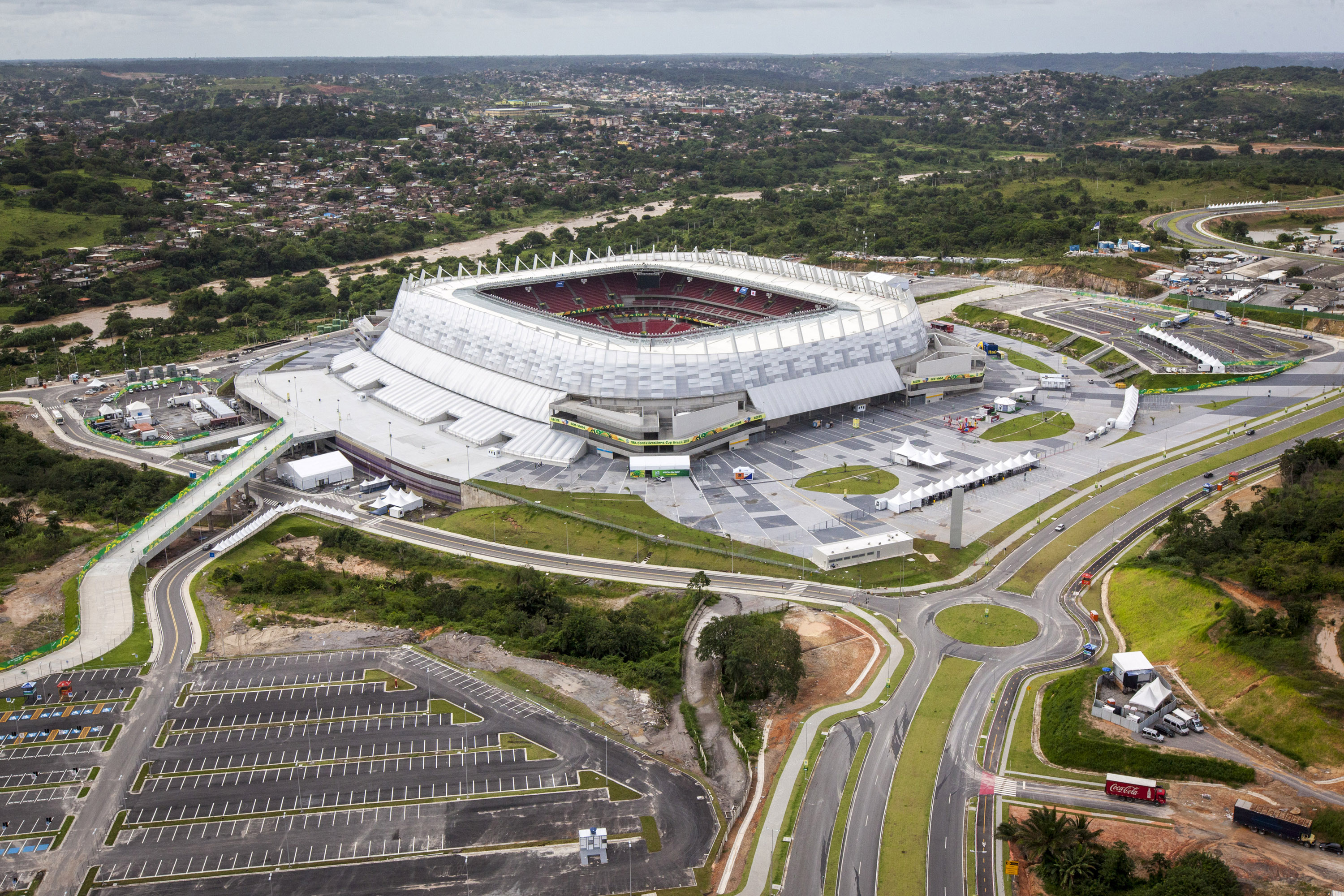
Arena Pernambuco din Recife

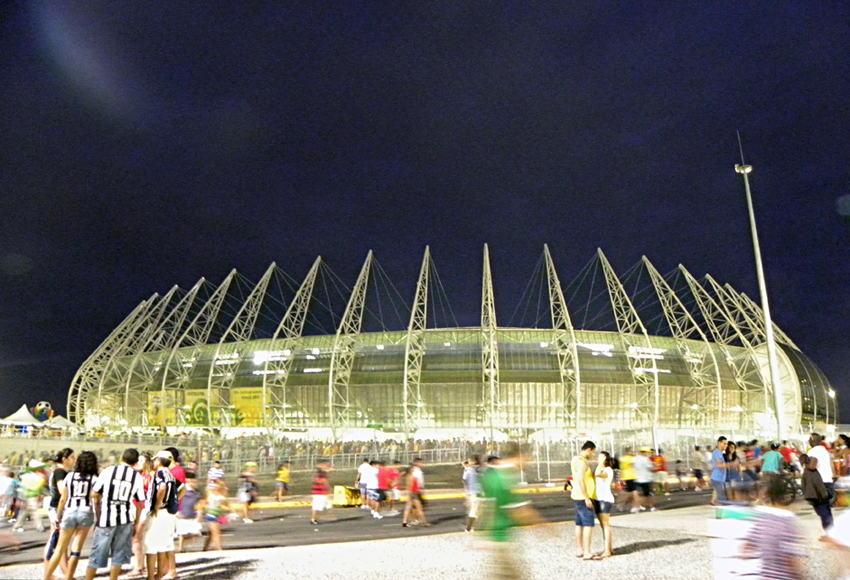
Arena Castelão din Fortaleza

În martie 2013, FIFA a publicat o listă de 52 potențiali arbitri, fiecare din ei grupat cu câte doi arbitri asistenți, din toate cele 6 confederații de fotbal. Pe 14 ianuarie 2014, Comitetul de Arbitri FIFA a desemnat 25 de trio-uri de arbitri și 8 duo-uri de ajutor, reprezentând 43 de țări diferite.
| Confederația | Arbitru                            | Asistenți                                                            |
| ------------ | ---------------------------------- | -------------------------------------------------------------------- |
| AFC          | Ravshan Irmatov (Uzbekistan)       | Abdukhamidullo Rasulov (Uzbekistan) Bahadyr Kochkarov (Kîrgîzstan)   |
| AFC          | Yuichi Nishimura (Japonia)         | Toru Sagara (Japonia) Toshiyuki Nagi (Japonia)                       |
| AFC          | Nawaf Shukralla (Bahrain)          | Yaser Tulefat (Bahrain) Ebrahim Saleh (Bahrain)                      |
| AFC          | Ben Williams (Australia)           | Matthew Cream (Australia) Hakan Anaz (Australia)                     |
| CAF          | Noumandiez Doué (Coasta de Fildeș) | Songuifolo Yeo (Coasta de Fildeș) Jean-Claude Birumushahu (Burundi)  |
| CAF          | Bakary Gassama (Gambia)            | Evarist Menkouande (Camerun) Félicien Kabanda (Rwanda)               |
| CAF          | Djamel Haimoudi (Algeria)          | Abdelhalk Etchiali (Algeria) Redouane Achik (Maroc)                  |
| CONCACAF     | Joel Aguilar (El Salvador)         | William Torres (El Salvador) Juan Zumba (El Salvador)                |
| CONCACAF     | Mark Geiger (SUA)                  | Mark Hurd (SUA) Joe Fletcher (Canada)                                |
| CONCACAF     | Marco Rodríguez (Mexic)            | Marvin Torrentera (Mexic) Marcos Quintero (Mexic)                    |
| CONMEBOL     | Néstor Pitana (Argentina)          | Hernán Maidana (Argentina) Juan Pablo Belatti (Argentina)            |
| CONMEBOL     | Sandro Ricci (Brazilia)            | Emerson De Carvalho (Brazilia) Marcelo Van Gasse (Brazilia)          |
| CONMEBOL     | Enrique Osses (Chile)              | Carlos Astroza (Chile) Sergio Román (Chile)                          |
| CONMEBOL     | Wilmar Roldán (Columbia)           | Humberto Clavijo (Columbia) Eduardo Díaz (Columbia)                  |
| CONMEBOL     | Carlos Vera (Ecuador)              | Christian Lescano (Ecuador) Byron Romero (Ecuador)                   |
| OFC          | Peter O'Leary (Noua Zeelandă)      | Jan-Hendrik Hintz (Noua Zeelandă)                                    |
| UEFA         | Felix Brych (Germania)             | Stefan Lupp (Germania) Mark Borsch (Germania)                        |
| UEFA         | Cüneyt Çakır (Turcia)              | Bahattin Duran (Turcia) Tarık Ongun (Turcia)                         |
| UEFA         | Jonas Eriksson (Suedia)            | Mathias Clasenius (Suedia) Daniel Wärnmark (Suedia)                  |
| UEFA         | Björn Kuipers (Olanda)             | Sander van Roekel (Olanda) Erwin Zeinstra (Olanda)                   |
| UEFA         | Milorad Mažić (Serbia)             | Milovan Ristić (Serbia) Dalibor Djurdjević (Serbia)                  |
| UEFA         | Pedro Proença (Portugalia)         | Bertino Miranda (Portugalia) Tiago Trigo (Portugalia)                |
| UEFA         | Nicola Rizzoli (Italia)            | Renato Faverani (Italia) Andrea Stefani (Italia)                     |
| UEFA         | Carlos Velasco Carballo (Spania)   | Roberto Alonso Fernández (Spania) Juan Carlos Yuste Jiménez (Spania) |
| UEFA         | Howard Webb (Anglia)               | Mike Mullarkey (Anglia) Darren Cann (Anglia)                         |

| Confederația | Arbitru                        | Asistenți                  |
| ------------ | ------------------------------ | -------------------------- |
| AFC          | Alireza Faghani (Iran)         | Hassan Kamranifar (Iran)   |
| CAF          | Néant Alioum (Camerun)         | Djibril Camara (Senegal)   |
| CAF          | Daniel Bennett (Africa de Sud) | Aden Marwa (Kenya)         |
| CONCACAF     | Roberto Moreno (Panama)        | Eric Boria (Statele Unite) |
| CONCACAF     | Walter López (Guatemala)       | Leonel Leal (Costa Rica)   |
| CONMEBOL     | Víctor Hugo Carrillo (Peru)    | Rodney Aquino (Paraguay)   |
| OFC          | Norbert Hauata (Tahiti)        | Mark Rule (Noua Zeelandă)  |
| UEFA         | Svein Oddvar Moen (Norvegia)   | Kim Haglund (Norvegia)     |

## Loturile

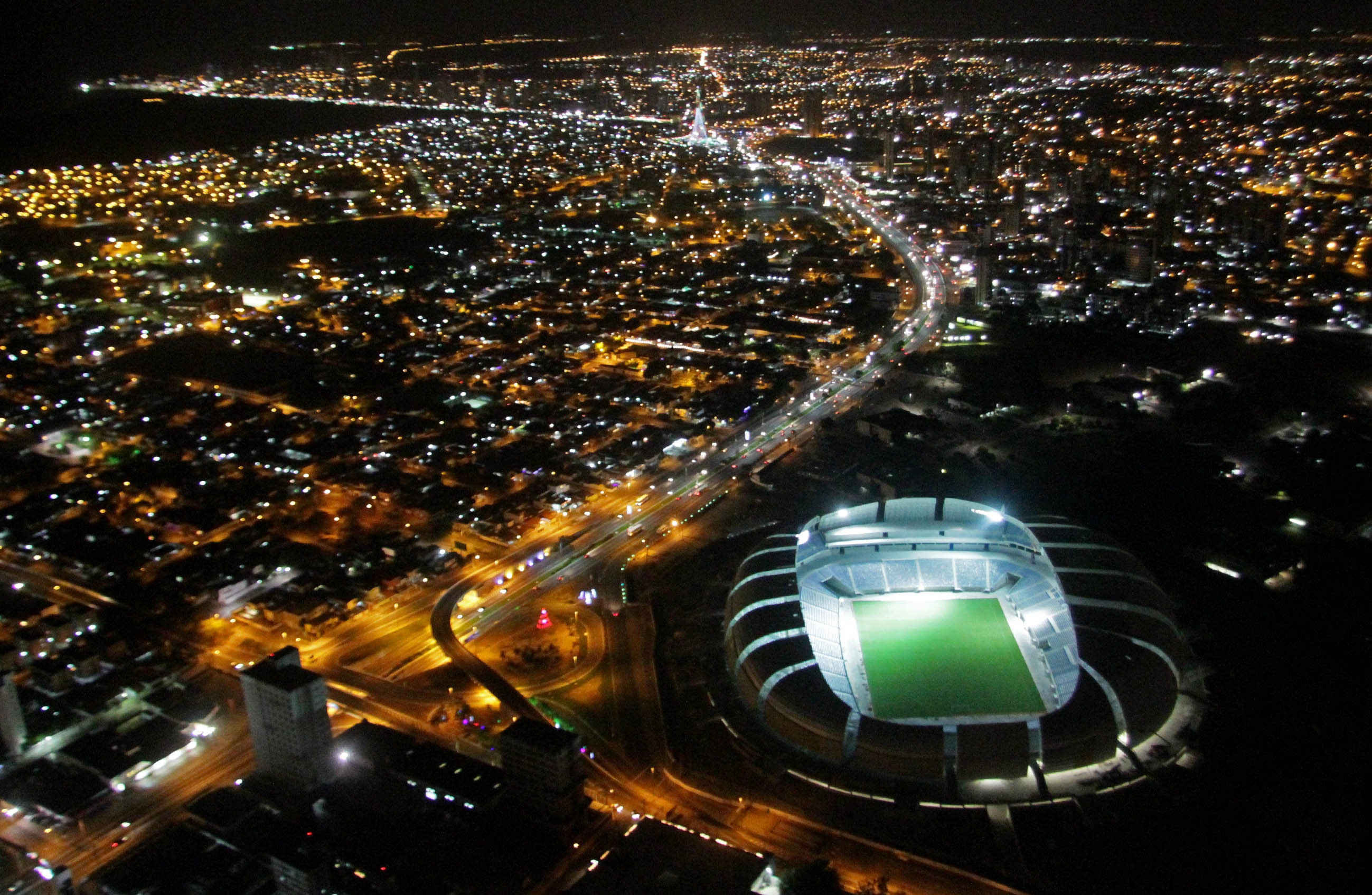
Arena das Dunas noaptea în Natal

Ca și la ediția din 2010, fiecare lot al echipelor de la Campionatul Mondial din 2014 a constat din 23 de jucători (3 dintre aceștia trebuie să fie portari). Fiecare țară participantă a trebuit să-și confirme lotul final de 23 de jucători cel târziu cu 10 zile înainte de startul competiției.
Echipelor li s-a permis să facă înlocuiri ulterioare în cazul unor traume serioase, în orice timp până la 24 de ore înainte de primul lor meci din competiție.

### Disciplină și supendări
Următorii jucători au fost suspendați pentru primul meci al echipelor lor, din cauza încălcările comise în meciurile de calificare.
Sub rezerva hotărârii disciplinare a FIFA, suspendarea putea fi extinsă pentru mai mult de un meci.
- Sosha Makani: suspendat pentru un meci (contra Nigeriei), pentru o altercație în meciul cu Coreea de Sud din 18 iunie 2013.[53][54]
- Fredy Guarín: suspendat pentru un meci (contra Greciei), după ce a fost eliminat într-un meci cu Paraguay (dublu cartonaș galben) din 15 octombrie 2013.[53][55]
- Mario Mandžukić: suspendat pentru un meci (contra Braziliei), după ce a fost eliminat într-un meci cu Islanda din 19 novembrie 2013.[53][55]
- Josip Šimunić: suspendat pentru 10 meciuri, din cauza utilizării unui slogan Ustaše după meciul cu Islanda. Astfel, Šimunić a ratat întregul Campionat Mondial.[53][56][57]

## Inovații

### Tehnologii
Noi tehnologii au fost introduse la Cupa Mondială pentru prima oară, precum tehnologia golului de pe linie și spuma care dispare.
Pentru prima oară la o Cupă Mondială, arbitrii asistenți au fost ajutați de tehnologia golului de pe linie. Aceasta este a patra competiție FIFA în care s-a folosit această tehnologie, după Campionatul Mondial al Cluburilor FIFA 2012, Campionatul Mondial al Cluburilor FIFA 2013 și Cupa Confederațiilor FIFA 2013. Compania germană GoalControl a fost selectată ca furnizor pentru această tehnologie. Prima lui utilizare a fost în meciul dintre Franța și Honduras, acolo unde s-a descoperit că portarul hondurian a înscris un autogol.
Ca urmare a succeselor anterioare, FIFA a aprobat folosirea spumei la acest Campionat Mondial. Această spumă, care dispare în câteva minute de la aplicare, poate fi folosită pentru a marca linia unde jucătorii din echipa care se apără trebuie să se poziționeze pentru a sta la zid, dar și pentru a marca locul de unde se va executa lovitura liberă.

### Pauzele de răcorire
Din cauza climei braziliene, în special a orașelor din nordul Braziliei, au fost introduse "pauzele de răcorire". Pauzele puteau avea loc la 30 de minute după începerea primei reprize sau a reprizei secunde, la discreția arbitrului, dacă temperatura trecea de 32 °C.
Prima pauză de acest fel a avut loc în minutul 32 al meciului din optimi dintre Olanda și Mexic, atunci când temperatura era de 32 °C și umiditatea de 68 %.

### Anti-doping
Pașaportul biologic a fost introdus la un Campionat Mondial pentru prima oară în 2014. Mostrele de sânge și de urină au fost analizate la fiecare meci de specialiștii laboratorului elvețian de anti-doping. FIFA a declarat că 91,5 % dintre jucători au fost testați pentru dopaj, dar niciunul dintre ei nu a ieșit pozitiv. Cu toate acestea, FIFA a fost contestată pentru metodele de a gasi jucătorii dopați.

## Meciurile
Programul meciurilor a fost anunțat la sediul FIFA din Zürich pe 20 octombrie 2011, orele de început fiind confirmate pe 27 septembrie 2012. După tragerea la sorți finală, orele de început pentru 7 meciuri au fost ajustate de către FIFA.

### Faza grupelor
Faza grupelor de la Campionatul Mondial de Fotbal 2014 a avut loc în Brazilia din 12 iunie până pe 26 iunie 2014 și a constat în trei runde de meciuri. Această fază a grupelor a impresionat prin numărul mare de egaluri, dar și de goluri. Primul egal (fără goluri) a avut loc în al treisprezecelea meci, cel dintre Iran și Nigeria, aceasta fiind cea mai lungă serie fără egaluri din 1930 încoace. Faza grupelor a produs un total de 136 de goluri, cu nouă mai puține decât la întreg turneul din 2010. La acest turneu s-au dat cele mai multe goluri de când s-a introdus sistemul cu 32 de echipe în 1998, iar media golurilor este cea mai mare din 1958 încoace.
| Campioană Vicecampioană | Locul 3 Locul 4 | Sferturi Optimi | Grupe |

Criterii de departajare

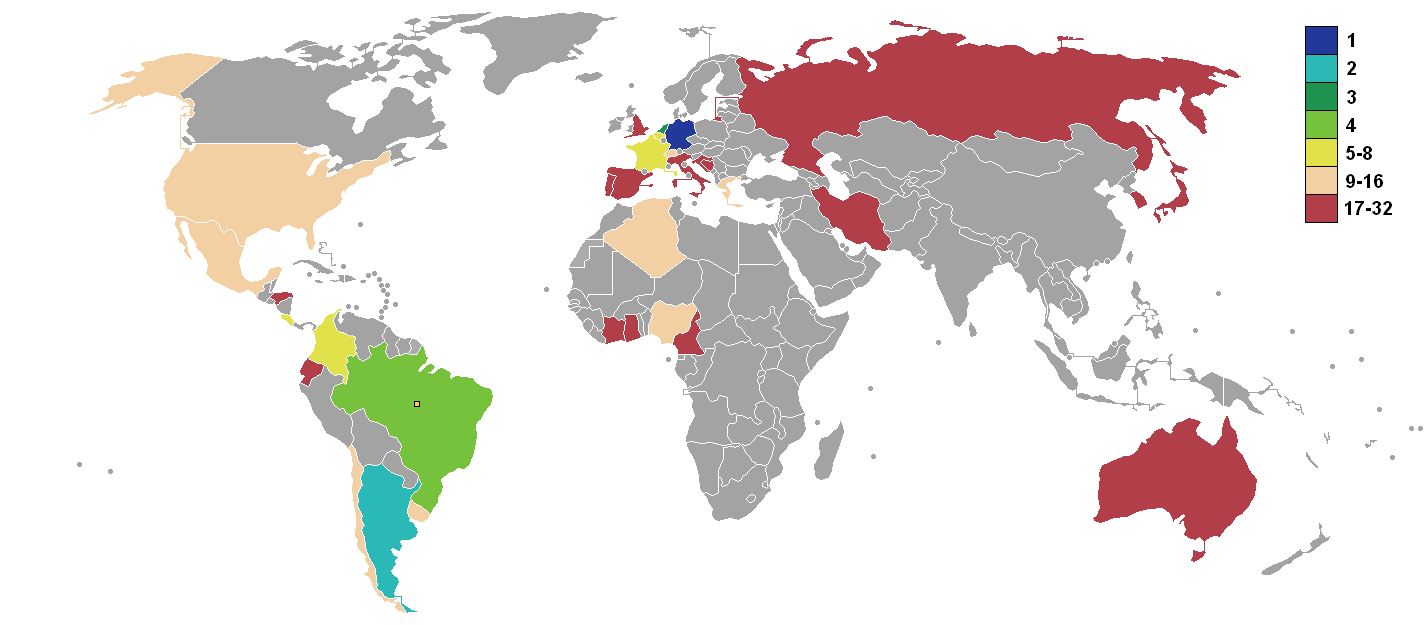
Campioană
Vicecampioană
Locul 3
Locul 4
Sferturi
Optimi
Grupe

Clasarea fiecărei echipe în fiecare grupă s-a determinat după cum urmează:
1. Numărul de puncte adunate în meciurile din grupă
2. Diferența de goluri
3. Numărul de goluri marcate în meciurile din grupă
4. Numărul de puncte adunate în meciul dintre echipele departajate
5. Diferența de goluri în meciul dintre echipele departajate
6. Numărul de goluri marcate în meciul dintre echipele departajate
7. Tragere la sorți de către Comitetul Organizator al FIFA

|  | Echipă care accede în optimile de finală |

#### Grupa A
| Echipa   | MJ | V | E | Î | GM | GP | G  | Pct |
| -------- | -- | - | - | - | -- | -- | -- | --- |
| Brazilia | 3  | 2 | 1 | 0 | 7  | 2  | +5 | 7   |
| Mexic    | 3  | 2 | 1 | 0 | 4  | 1  | +3 | 7   |
| Croația  | 3  | 1 | 0 | 2 | 6  | 6  | 0  | 3   |
| Camerun  | 3  | 0 | 0 | 3 | 1  | 9  | −8 | 0   |

| 12 iunie 2014 |     |          |                                           |
| Brazilia      | 3–1 | Croația  | Arena de São Paulo, São Paulo             |
| 13 iunie 2014 |     |          |                                           |
| Mexic         | 1–0 | Camerun  | Arena das Dunas, Natal                    |
| 17 iunie 2014 |     |          |                                           |
| Brazilia      | 0–0 | Mexic    | Estádio Castelão, Fortaleza               |
| 18 iunie 2014 |     |          |                                           |
| Camerun       | 0–4 | Croația  | Arena da Amazônia, Manaus                 |
| 23 iunie 2014 |     |          |                                           |
| Camerun       | 1–4 | Brazilia | Estádio Nacional Mané Garrincha, Brasília |
| Croația       | 1–3 | Mexic    | Arena Pernambuco, Recife                  |

#### Grupa B
| Echipa        | MJ | V | E | Î | GM | GP | G  | Pct |
| ------------- | -- | - | - | - | -- | -- | -- | --- |
| Țările de Jos | 3  | 3 | 0 | 0 | 10 | 3  | +7 | 9   |
| Chile         | 3  | 2 | 0 | 1 | 5  | 3  | +2 | 6   |
| Spania        | 3  | 1 | 0 | 2 | 4  | 7  | −3 | 3   |
| Australia     | 3  | 0 | 0 | 3 | 3  | 9  | −6 | 0   |

| 13 iunie 2014 |     |               |                                     |
| Spania        | 1–5 | Țările de Jos | Arena Fonte Nova, Salvador          |
| Chile         | 3–1 | Australia     | Arena Pantanal, Cuiabá              |
| 18 iunie 2014 |     |               |                                     |
| Australia     | 2–3 | Țările de Jos | Estádio Beira-Rio, Porto Alegre     |
| Spania        | 0–2 | Chile         | Estádio do Maracanã, Rio de Janeiro |
| 23 iunie 2014 |     |               |                                     |
| Australia     | 0–3 | Spania        | Arena da Baixada, Curitiba          |
| Țările de Jos | 2–0 | Chile         | Arena de São Paulo, São Paulo       |

#### Grupa C
| Echipa           | MJ | V | E | Î | GM | GP | G  | Pct |
| ---------------- | -- | - | - | - | -- | -- | -- | --- |
| Columbia         | 3  | 3 | 0 | 0 | 9  | 2  | +7 | 9   |
| Grecia           | 3  | 1 | 1 | 1 | 2  | 4  | −2 | 4   |
| Coasta de Fildeș | 3  | 1 | 0 | 2 | 4  | 5  | −1 | 3   |
| Japonia          | 3  | 0 | 1 | 2 | 2  | 6  | −4 | 1   |

| 14 iunie 2014    |     |                  |                                           |
| Columbia         | 3–0 | Grecia           | Estádio Mineirão, Belo Horizonte          |
| Coasta de Fildeș | 2–1 | Japonia          | Arena Pernambuco, Recife                  |
| 19 iunie 2014    |     |                  |                                           |
| Columbia         | 2–1 | Coasta de Fildeș | Estádio Nacional Mané Garrincha, Brasília |
| Japonia          | 0–0 | Grecia           | Arena das Dunas, Natal                    |
| 24 iunie 2014    |     |                  |                                           |
| Japonia          | 1–4 | Columbia         | Arena Pantanal, Cuiabá                    |
| Grecia           | 2–1 | Coasta de Fildeș | Estádio Castelão, Fortaleza               |

#### Grupa D
| Echipa     | MJ | V | E | Î | GM | GP | G  | Pct |
| ---------- | -- | - | - | - | -- | -- | -- | --- |
| Costa Rica | 3  | 2 | 1 | 0 | 4  | 1  | +3 | 7   |
| Uruguay    | 3  | 2 | 0 | 1 | 4  | 4  | 0  | 6   |
| Italia     | 3  | 1 | 0 | 2 | 2  | 3  | −1 | 3   |
| Anglia     | 3  | 0 | 1 | 2 | 2  | 4  | −2 | 1   |

| 14 iunie 2014 |     |            |                                  |
| Uruguay       | 1–3 | Costa Rica | Estádio Castelão, Fortaleza      |
| Anglia        | 1–2 | Italia     | Arena da Amazônia, Manaus        |
| 19 iunie 2014 |     |            |                                  |
| Uruguay       | 2–1 | Anglia     | Arena de São Paulo, São Paulo    |
| 20 iunie 2014 |     |            |                                  |
| Italia        | 0–1 | Costa Rica | Arena Pernambuco, Recife         |
| 24 iunie 2014 |     |            |                                  |
| Italia        | 0–1 | Uruguay    | Arena das Dunas, Natal           |
| Costa Rica    | 0–0 | Anglia     | Estádio Mineirão, Belo Horizonte |

#### Grupa E
| Echipa   | MJ | V | E | Î | GM | GP | G  | Pct |
| -------- | -- | - | - | - | -- | -- | -- | --- |
| Franța   | 3  | 2 | 1 | 0 | 8  | 2  | +6 | 7   |
| Elveția  | 3  | 2 | 0 | 1 | 7  | 6  | +1 | 6   |
| Ecuador  | 3  | 1 | 1 | 1 | 3  | 3  | 0  | 4   |
| Honduras | 3  | 0 | 0 | 3 | 1  | 8  | −7 | 0   |

| 15 iunie 2014 |     |          |                                           |
| Elveția       | 2–1 | Ecuador  | Estádio Nacional Mané Garrincha, Brasília |
| Franța        | 3–0 | Honduras | Estádio Beira-Rio, Porto Alegre           |
| 20 iunie 2014 |     |          |                                           |
| Elveția       | 2–5 | Franța   | Arena Fonte Nova, Salvador                |
| Honduras      | 1–2 | Ecuador  | Arena da Baixada, Curitiba                |
| 25 iunie 2014 |     |          |                                           |
| Honduras      | 0–3 | Elveția  | Arena da Amazônia, Manaus                 |
| Ecuador       | 0–0 | Franța   | Estádio do Maracanã, Rio de Janeiro       |

#### Grupa F
| Echipa                | MJ | V | E | Î | GM | GP | G  | Pct |
| --------------------- | -- | - | - | - | -- | -- | -- | --- |
| Argentina             | 3  | 3 | 0 | 0 | 6  | 3  | +3 | 9   |
| Nigeria               | 3  | 1 | 1 | 1 | 3  | 3  | 0  | 4   |
| Bosnia și Herțegovina | 3  | 1 | 0 | 2 | 4  | 4  | 0  | 3   |
| Iran                  | 3  | 0 | 1 | 2 | 1  | 4  | −3 | 1   |

| 15 iunie 2014         |     |                       |                                     |
| Argentina             | 2–1 | Bosnia și Herțegovina | Estádio do Maracanã, Rio de Janeiro |
| 16 iunie 2014         |     |                       |                                     |
| Iran                  | 0–0 | Nigeria               | Arena da Baixada, Curitiba          |
| 21 iunie 2014         |     |                       |                                     |
| Argentina             | 1–0 | Iran                  | Estádio Mineirão, Belo Horizonte    |
| Nigeria               | 1–0 | Bosnia și Herțegovina | Arena Pantanal, Cuiabá              |
| 25 iunie 2014         |     |                       |                                     |
| Nigeria               | 2–3 | Argentina             | Estádio Beira-Rio, Porto Alegre     |
| Bosnia și Herțegovina | 3–1 | Iran                  | Arena Fonte Nova, Salvador          |

#### Grupa G
| Echipa                     | MJ | V | E | Î | GM | GP | G  | Pct |
| -------------------------- | -- | - | - | - | -- | -- | -- | --- |
| Germania                   | 3  | 2 | 1 | 0 | 7  | 2  | +5 | 7   |
| Statele Unite ale Americii | 3  | 1 | 1 | 1 | 4  | 4  | 0  | 4   |
| Portugalia                 | 3  | 1 | 1 | 1 | 4  | 7  | −3 | 4   |
| Ghana                      | 3  | 0 | 1 | 2 | 4  | 6  | −2 | 1   |

| 16 iunie 2014              |     |                            |                                           |
| Germania                   | 4–0 | Portugalia                 | Arena Fonte Nova, Salvador                |
| Ghana                      | 1–2 | Statele Unite ale Americii | Arena das Dunas, Natal                    |
| 21 iunie 2014              |     |                            |                                           |
| Germania                   | 2–2 | Ghana                      | Estádio Castelão, Fortaleza               |
| 22 iunie 2014              |     |                            |                                           |
| Statele Unite ale Americii | 2–2 | Portugalia                 | Arena da Amazônia, Manaus                 |
| 26 iunie 2014              |     |                            |                                           |
| Statele Unite ale Americii | 0–1 | Germania                   | Arena Pernambuco, Recife                  |
| Portugalia                 | 2–1 | Ghana                      | Estádio Nacional Mané Garrincha, Brasília |

#### Grupa H
| Echipa        | MJ | V | E | Î | GM | GP | G  | Pct |
| ------------- | -- | - | - | - | -- | -- | -- | --- |
| Belgia        | 3  | 3 | 0 | 0 | 4  | 1  | +3 | 9   |
| Algeria       | 3  | 1 | 1 | 1 | 6  | 5  | +1 | 4   |
| Rusia         | 3  | 0 | 2 | 1 | 2  | 3  | −1 | 2   |
| Coreea de Sud | 3  | 0 | 1 | 2 | 3  | 6  | −3 | 1   |

| 17 iunie 2014 |     |               |                                     |
| Belgia        | 2–1 | Algeria       | Estádio Mineirão, Belo Horizonte    |
| Rusia         | 1–1 | Coreea de Sud | Arena Pantanal, Cuiabá              |
| 22 iunie 2014 |     |               |                                     |
| Belgia        | 1–0 | Rusia         | Estádio do Maracanã, Rio de Janeiro |
| Coreea de Sud | 2–4 | Algeria       | Estádio Beira-Rio, Porto Alegre     |
| 26 iunie 2014 |     |               |                                     |
| Coreea de Sud | 0–1 | Belgia        | Arena de São Paulo, São Paulo       |
| Algeria       | 1–1 | Rusia         | Arena da Baixada, Curitiba          |

### Faza eliminatorie
În fazele eliminatorii, dacă meciul se termină la egalitate după cele 90 de minute de joc regulamentare, se vor juca prelungiri (două reprize a câte 15 minute) iar, ulterior, în caz de necesitate, se vor efectua lovituri de departajare pentru a determina câștigătoarea.
|  | Optimi de finală           | Optimi de finală         |                           |       | Sferturi de finală | Sferturi de finală |                     |                     | Semifinale | Semifinale |  |  | Finala | Finala |
|  |                            |                          |                           |       |                    |                    |                     |                     |            |            |  |  |        |        |
|  | 28 iunie – Belo Horizonte  |                          |                           |       |                    |                    |                     |                     |            |            |  |  |        |        |
|  |                            |                          |                           |       |                    |                    |                     |                     |            |            |  |  |        |        |
|  | Brazilia (pen.)            | 1 (3)                    |                           |       |                    |                    |                     |                     |            |            |  |  |        |        |
|  | Brazilia (pen.)            | 1 (3)                    | 4 iulie – Fortaleza       |       |                    |                    |                     |                     |            |            |  |  |        |        |
|  | Chile                      | 1 (2)                    |                           |       |                    |                    |                     |                     |            |            |  |  |        |        |
|  | Chile                      | 1 (2)                    | Brazilia                  | 2     |                    |                    |                     |                     |            |            |  |  |        |        |
|  | 28 iunie – Rio de Janeiro  |                          | Brazilia                  | 2     |                    |                    |                     |                     |            |            |  |  |        |        |
|  |                            | Columbia                 | 1                         |       |                    |                    |                     |                     |            |            |  |  |        |        |
|  | Columbia                   | Columbia                 | 1                         | 2     |                    |                    |                     |                     |            |            |  |  |        |        |
|  | Columbia                   |                          | 8 iulie – Belo Horizonte  | 2     |                    |                    |                     |                     |            |            |  |  |        |        |
|  | Uruguay                    | 0                        |                           |       |                    |                    |                     |                     |            |            |  |  |        |        |
|  | Uruguay                    | 0                        | Brazilia                  | 1     |                    |                    |                     |                     |            |            |  |  |        |        |
|  | 30 iunie – Brasília        |                          | Brazilia                  | 1     |                    |                    |                     |                     |            |            |  |  |        |        |
|  |                            | Germania                 | 7                         |       |                    |                    |                     |                     |            |            |  |  |        |        |
|  | Franța                     | Germania                 | 7                         | 2     |                    |                    |                     |                     |            |            |  |  |        |        |
|  | Franța                     | 4 iulie – Rio de Janeiro |                           | 2     |                    |                    |                     |                     |            |            |  |  |        |        |
|  | Nigeria                    | 0                        |                           |       |                    |                    |                     |                     |            |            |  |  |        |        |
|  | Nigeria                    | 0                        | Franța                    | 0     |                    |                    |                     |                     |            |            |  |  |        |        |
|  | 30 iunie – Porto Alegre    |                          | Franța                    | 0     |                    |                    |                     |                     |            |            |  |  |        |        |
|  |                            | Germania                 | 1                         |       |                    |                    |                     |                     |            |            |  |  |        |        |
|  | Germania (d.p.)            | Germania                 | 1                         | 2     |                    |                    |                     |                     |            |            |  |  |        |        |
|  | Germania (d.p.)            |                          | 13 iulie – Rio de Janeiro | 2     |                    |                    |                     |                     |            |            |  |  |        |        |
|  | Algeria                    | 1                        |                           |       |                    |                    |                     |                     |            |            |  |  |        |        |
|  | Algeria                    | 1                        | Germania (d.p.)           | 1     |                    |                    |                     |                     |            |            |  |  |        |        |
|  | 29 iunie – Fortaleza       |                          | Germania (d.p.)           | 1     |                    |                    |                     |                     |            |            |  |  |        |        |
|  |                            | Argentina                | 0                         |       |                    |                    |                     |                     |            |            |  |  |        |        |
|  | Țările de Jos              | Argentina                | 0                         | 2     |                    |                    |                     |                     |            |            |  |  |        |        |
|  | Țările de Jos              | 5 iulie – Salvador       |                           | 2     |                    |                    |                     |                     |            |            |  |  |        |        |
|  | Mexic                      | 1                        |                           |       |                    |                    |                     |                     |            |            |  |  |        |        |
|  | Mexic                      | 1                        | Țările de Jos (pen.)      | 0 (4) |                    |                    |                     |                     |            |            |  |  |        |        |
|  | 29 iunie – Recife          |                          | Țările de Jos (pen.)      | 0 (4) |                    |                    |                     |                     |            |            |  |  |        |        |
|  |                            | Costa Rica               | 0 (3)                     |       |                    |                    |                     |                     |            |            |  |  |        |        |
|  | Costa Rica (pen.)          | Costa Rica               | 0 (3)                     | 1 (5) |                    |                    |                     |                     |            |            |  |  |        |        |
|  | Costa Rica (pen.)          |                          | 9 iulie – São Paulo       | 1 (5) |                    |                    |                     |                     |            |            |  |  |        |        |
|  | Grecia                     | 1 (3)                    |                           |       |                    |                    |                     |                     |            |            |  |  |        |        |
|  | Grecia                     | 1 (3)                    | Țările de Jos             | 0 (2) |                    |                    |                     |                     |            |            |  |  |        |        |
|  | 1 iulie – São Paulo        |                          | Țările de Jos             | 0 (2) |                    |                    |                     |                     |            |            |  |  |        |        |
|  |                            | Argentina (pen.)         | 0 (4)                     |       | Finala mică        | Finala mică        |                     |                     |            |            |  |  |        |        |
|  | Argentina (d.p.)           | Argentina (pen.)         | 0 (4)                     | 1     | Finala mică        | Finala mică        |                     |                     |            |            |  |  |        |        |
|  | Argentina (d.p.)           | 5 iulie – Brasília       | 5 iulie – Brasília        | 1     |                    |                    | 12 iulie – Brasília | 12 iulie – Brasília |            |            |  |  |        |        |
|  | Elveția                    | 5 iulie – Brasília       | 5 iulie – Brasília        | 0     |                    |                    | 12 iulie – Brasília | 12 iulie – Brasília |            |            |  |  |        |        |
|  | Elveția                    | Argentina                | 1                         | 0     | Brazilia           | 0                  |                     |                     |            |            |  |  |        |        |
|  | 1 iulie – Salvador         | Argentina                | 1                         |       | Brazilia           | 0                  |                     |                     |            |            |  |  |        |        |
|  |                            | Belgia                   | 0                         |       | Țările de Jos      | 3                  |                     |                     |            |            |  |  |        |        |
|  | Belgia (d.p.)              | Belgia                   | 0                         | 2     | Țările de Jos      | 3                  |                     |                     |            |            |  |  |        |        |
|  | Belgia (d.p.)              |                          |                           | 2     |                    |                    |                     |                     |            |            |  |  |        |        |
|  | Statele Unite ale Americii | 1                        |                           |       |                    |                    |                     |                     |            |            |  |  |        |        |
|  | Statele Unite ale Americii | 1                        |                           |       |                    |                    |                     |                     |            |            |  |  |        |        |

#### Optimi de finală
Pentru prima oară de când s-a introdus sistemul cu 32 de echipe, toate câștigătoarele grupelor au ajuns în sferturile de finală. Acestea sunt formate din patru echipe UEFA, trei echipe CONMEBOL și o echipă CONCACAF. Din cele opt meciuri ale optimilor de finală, cinci au avut nevoie de prelungiri, iar două de lovituri de departajare; aceasta a fost prima oară când mai mult de un meci a avut nevoie de penalty-uri în runda optimilor. În faza eliminatorie a Campionatului Mondial de Fotbal din 1938, două meciuri s-au terminat la egalitate, dar acestea s-au rejucat. Golaverajul din optimi a fost 2,25, în timp ce golaverajul din grupe a fost 2,83. Niciun gol nu s-a înscris în prima repriză a ultimelor șase meciuri jucate din optimi. Cele opt echipe care au ajuns în sferturi sunt patru foste campioane (Brazilia, Germania, Argentina, și Franța), o tri-vicecampioană (Olanda), și două echipe care au ajuns pentru prima oară în sferturi (Columbia și Costa Rica). Belgia a ajuns pentru prima oară în sferturi din 1986 încoace.
Orele de mai jos sunt UTC−3.
| Brazilia                                       | 1–1 (d.p.) | Chile                                      |
| ---------------------------------------------- | ---------- | ------------------------------------------ |
| David Luiz 18'                                 | Raport     | Sanchez 32'                                |
| David Luiz · Willian · Marcelo · Hulk · Neymar | 3–2        | Pinilla · Sanchez · Aránguiz · Díaz · Jara |

| Columbia           | 2–0    | Uruguay |
| ------------------ | ------ | ------- |
| Rodríguez 28', 50' | Raport |         |

| Țările de Jos                       | 2–1    | Mexic          |
| ----------------------------------- | ------ | -------------- |
| Sneijder 88' Huntelaar 90+4' (pen.) | Raport | dos Santos 48' |

| Costa Rica                                  | 1–1 (d.p.) | Grecia                                           |
| ------------------------------------------- | ---------- | ------------------------------------------------ |
| Ruiz 52'                                    | Report     | Papastathopoulos 90+1'                           |
| Borges · Ruiz · González · Campbell · Umaña | 5–3        | Mitroglou · Christodoulopoulos · Holebas · Gekas |

| Franța                      | 2–0    | Nigeria |
| --------------------------- | ------ | ------- |
| Pogba 79' Yobo 90+1' (a.g.) | Report |         |

| Germania                 | 2–1 (d.p.) | Algeria       |
| ------------------------ | ---------- | ------------- |
| Schürrle 92' Özil 120+2' | Raport     | Djabou 120+4' |

| Argentina     | 1–0 (d.p.) | Elveția |
| ------------- | ---------- | ------- |
| Di María 118' | Raport     |         |

| Belgia                    | 2–1 (d.p.) | Statele Unite ale Americii |
| ------------------------- | ---------- | -------------------------- |
| De Bruyne 93' Lukaku 105' | Raport     | Green 107'                 |

#### Sferturi de finală
Sferturile au fost jucate, pentru prima oară în istoria Campionatului Mondial, de către toate câștigătoarele grupelor. Germania a câștigat cu 1–0 împotriva Franței, prin golul marcat de Hummels. Brazilia a învins Columbia cu 2–1, dar atacantul brazilian Neymar s-a accidentat și a ratat restul turneului. Argentina a ajuns pentru prima oară în semifinale din 1990 încoace cu ajutorul unei victorii de 1–0 împotriva Belgiei. Olanda a ajuns în semifinale a doua oară consecutiv, după ce a învins Costa Rica la loviturile de departajare.
| Franța | 0–1    | Germania    |
| ------ | ------ | ----------- |
|        | Raport | Hummels 13' |

| Brazilia                       | 2–1    | Columbia             |
| ------------------------------ | ------ | -------------------- |
| Thiago Silva 7' David Luiz 69' | Raport | Rodríguez 80' (pen.) |

| Argentina  | 1–0    | Belgia |
| ---------- | ------ | ------ |
| Higuaín 8' | Raport |        |

| Țările de Jos                         | 0–0 (d.p.) | Costa Rica                                 |
| ------------------------------------- | ---------- | ------------------------------------------ |
|                                       | Raport     |                                            |
| Van Persie · Robben · Sneijder · Kuyt | 4–3        | Borges · Ruiz · González · Bolaños · Umaña |

#### Semifinale
Germania s-a calificat pentru a opta oară în finală cu ajutorul unei victorii de 7–1 împotriva Braziliei – cea mai mare înfrângere a Braziliei din 1920 încoace. Argentina a ajuns pentru prima oară în semifinale după 1990 și pentru a cincea oară în istorie după ce a trecut de Olanda la loviturile de departajare. Finala mică se va disputa între Brazilia și Olanda pentru prima oară; echipa sud-americană a câștigat de două ori acest loc 3, în timp ce echipa olandeză niciodată. Finala se va disputa între Germania și Argentina; aceasta este cea mai repetată finală din istoria Campionatului Mondial.
| Brazilia  | 1–7    | Germania                                                          |
| --------- | ------ | ----------------------------------------------------------------- |
| Oscar 90' | Raport | Müller 11' Klose 23' Kroos 24', 26' Khedira 29' Schürrle 69', 79' |

| Țările de Jos                    | 0–0 (d.p.) | Argentina                          |
| -------------------------------- | ---------- | ---------------------------------- |
|                                  | Raport     |                                    |
| Vlaar · Robben · Sneijder · Kuyt | 2–4        | Messi · Garay · Agüero · Rodríguez |

#### Finala mică
Olanda a învins Brazilia cu scorul de 3–0 pentru a-și asigura locul trei. Per total, Brazilia a primit 14 goluri; cel mai mult pentru ea la un Campioanat Mondial din 1986 încoace, dar și cel mai mult pentru o țară-gazdă în toată istoria turneului. Dar gazda din 1954, Elveția, a încasat mai multe goluri pe meci (2,25 v 2); și multe alte echipe au încasat mai mult de 2 goluri pe meci după 1986.
| Brazilia | 0–3    | Țările de Jos                                  |
| -------- | ------ | ---------------------------------------------- |
|          | Raport | Van Persie 3' (pen.) Blind 17' Wijnaldum 90+1' |

#### Finala
Finala s-a jucat între Germania și Argentina pentru a treia oară (după 1986 și 1990).
| Germania   | 1–0 (d.p.) | Argentina |
| ---------- | ---------- | --------- |
| Götze 113' | Raport     |           |

Cu toate că naționale europene de top au ieșit încă din faza grupelor (precum Spania și Italia), acest rezultat a dus Europa spre al treilea trofeu consecutiv (un record mondial), după Italia în 2006 și Spania în 2010. A fost pentru prima oară când o națiune europeană a câștigat un Campionat Mondial în cele două Americi. Per total, Europa are 11 victorii, în timp ce America de Sud are doar 9.

## Statistici

### Marcatori
James Rodríguez a câștigat Gheata de Aur pentru că a înscris cele mai multe goluri. Golurile marcate la loviturile de departajare nu s-au luat în calcul.
6 goluri
- James Rodríguez

5 goluri
- Thomas Müller

4 goluri
| - Lionel Messi | - Neymar | - Robin van Persie |

3 goluri
| - Enner Valencia - Xherdan Shaqiri | - Karim Benzema - André Schürrle | - Arjen Robben |

2 goluri
| - Abdelmoumene Djabou - Islam Slimani - Tim Cahill - David Luiz - Oscar - Alexis Sánchez - Wilfried Bony - Gervinho | - Jackson Martínez - Bryan Ruiz - Mario Mandžukić - Ivan Perišić - Mario Götze - Mats Hummels - Miroslav Klose - Toni Kroos | - André Ayew - Asamoah Gyan - Ahmed Musa - Memphis Depay - Clint Dempsey - Luis Suárez |

1 gol
| - Yacine Brahimi - Sofiane Feghouli - Rafik Halliche - Wayne Rooney - Daniel Sturridge - Gonzalo Higuaín - Ángel Di María - Marcos Rojo - Mile Jedinak - Kevin De Bruyne - Marouane Fellaini - Romelu Lukaku - Dries Mertens - Divock Origi - Jan Vertonghen - Edin Džeko - Vedad Ibišević - Miralem Pjanić - Avdija Vršajević - Fernandinho - Fred - Thiago Silva - Joël Matip - Charles Aránguiz - Jean Beausejour - Jorge Valdívia - Eduardo Vargas - Pablo Armero | - Juan Guillermo Cuadrado - Teófilo Gutiérrez - Juan Fernando Quintero - Koo Ja-cheol - Lee Keun-ho - Son Heung-min - Joel Campbell - Óscar Duarte - Marco Ureña - Ivica Olić - Blerim Džemaili - Admir Mehmedi - Haris Seferović - Granit Xhaka - Olivier Giroud - Blaise Matuidi - Paul Pogba - Moussa Sissoko - Mathieu Valbuena - Sami Khedira - Mesut Özil - Sokratis Papastathopoulos - Georgios Samaras - Andreas Samaris - Carlo Costly - Reza Ghoochannejhad - Mario Balotelli - Claudio Marchisio | - Keisuke Honda - Shinji Okazaki - Giovani dos Santos - Andrés Guardado - Javier Hernández - Rafael Márquez - Oribe Peralta - Peter Odemwingie - Daley Blind - Leroy Fer - Klaas-Jan Huntelaar - Wesley Sneijder - Stefan de Vrij - Giorgio Wijnaldum - Nani - Cristiano Ronaldo - Silvestre Varela - Aleksandr Kerzhakov - Aleksandr Kokorin - Xabi Alonso - Juan Mata - Fernando Torres - David Villa - John Brooks - Julian Green - Jermaine Jones - Edinson Cavani - Diego Godín |

Autogoluri
- Sead Kolašinac (pentru Argentina)
- Marcelo (pentru Croația)
- John Boye (pentru Portugalia)
- Noel Valladares (pentru Franța)
- Joseph Yobo (pentru Franța)

Sursă: FIFA

### Pase decisive
4 pase
| - Toni Kroos |

3 pase
| - Juan Guillermo Cuadrado | - Karim Benzema | - André Schürrle |

2 pase
| - Kevin De Bruyne - Eden Hazard - Alexis Sánchez - Serge Aurier - Abel Aguilar - James Rodríguez | - Joel Campbell - Walter Ayovi - Josip Drmic - Mathieu Valbuena - Philipp Lahm - Thomas Müller | - Mesut Özil - Daley Blind - Daryl Janmaat - Graham Zusi |

1 pasă
| - Yacine Brahimi - Abdelmoumene Djabou - Sofiane Feghouli - Carl Medjani - Islam Slimani - Glen Johnson - Wayne Rooney - Ángel Di María - Ezequiel Garay - Gonzalo Higuaín - Lionel Messi - Marcos Rojo - Ryan McGowan - Tommy Oar - Romelu Lukaku - Divock Origi - Edin Džeko - Senad Lulić - Miralem Pjanić - Tino-Sven Sušić - Dante - Luiz Gustavo - David Luiz - Marcelo - Neymar - Oscar - Thiago Silva - Allan-Roméo Nyom | - Charles Aránguiz - Mauricio Pinilla - Jorge Valdivia - Eduardo Vargas - Gervinho - Teófilo Gutiérrez - Adrián Ramos - Lee Keun-ho - Yun Suk-young - Christian Bolaños - Júnior Díaz - Cristian Gamboa - Eduardo - Nikica Jelavić - Ivan Perišić - Danijel Pranjić - Ivan Rakitić - Juan Carlos Paredes - Gökhan Inler - Admir Mehmedi - Ricardo Rodriguez - Mathieu Debuchy - Paul Pogba - Benedikt Höwedes - Sami Khedira - Kwadwo Asamoah - John Boye - Asamoah Gyan | - Sulley Muntari - Fanis Gekas - Georgios Samaras - Brayan Beckeles - Javad Nekounam - Antonio Candreva - Andrea Pirlo - Keisuke Honda - Hector Herrera - Rafael Márquez - Giovani dos Santos - Michel Babatunde - Emmanuel Emenike - Memphis Depay - Klaas-Jan Huntelaar - Arjen Robben - Wesley Sneijder - Cristiano Ronaldo - Miguel Veloso - Dmitri Kombarov - Cesc Fábregas - Andrés Iniesta - Juanfran - Michael Bradley - Edinson Cavani - Fernando Muslera - Gaston Ramirez |

Sursă: UEFA

### Disciplină
Cel mai notabil caz disciplinar a fost cel al atacantului uruguayan Luis Suárez, care a fost suspendat pentru nouă meciuri internaționale și i-a fost interzis să mai participe la vreo activitate fotbalistică (inclusiv intrarea în stadion) pentru patru luni, din cauza că l-a mușcat pe fundașul italian Giorgio Chiellini în timpul unui meci. El a primit și o amendă de 100.000 de franci elvețieni.

### Premii
Următoarele premii s-au acordat la sfârșitul turneului:
| Premiul                   | Caștigător | Nominalizați                                                                                 |
| ------------------------- | --- | -------------------------------------------------------------------------------------------- |
| Balonul de aur            | Lionel Messi · Thomas Müller · Arjen Robben                                                                                  | Ángel di María James Rodríguez Javier Mascherano Mats Hummels Neymar Philipp Lahm Toni Kroos |
| Gheata de Aur             | James Rodríguez (6 goluri, 2 pase decisive) · Thomas Müller (5 goluri, 3 pase decisive) · Neymar (4 goluri, 1 pasă decisivă) |                                                                                              |
| Mănușa de Aur             | Manuel Neuer | Keylor Navas Sergio Romero                                                                   |
| Cel mai bun tânăr jucător | Paul Pogba | Memphis Depay Raphaël Varane                                                                 |
| Premiul FIFA Fair Play    | Columbia |                                                                                              |

#### Membrii juriului
Membrii juriului au făcut parte din comsia care a decis ce premiu se va duce către ce jucător. Această comisie a fost condusă de francezul Jean-Paul Brigger.
| - Gerard Houllier - Raul Arias - Gabriel Calderon - Ricki Herbert - Abdel Moneim Hussein | - Ka Ming Kwok - Ioan Lupescu - Ginés Meléndez - Tsuneyasu Miyamoto - Sunday Oliseh | - Mixu Paatelainen - Jaime Rodriguez - Theodore Whitmore |

### Echipa turneului
Echipa Castrol a evaluat performanțele jucătorilor de la acest turneu și a publicat lista echipei "perfecte" de la acest Campionat Mondial:
| Portar       | Fundași                                              | Mijlocași                                         | Atacanți                   |
| ------------ | ---------------------------------------------------- | ------------------------------------------------- | -------------------------- |
| Manuel Neuer | Marcos Rojo Mats Hummels Thiago Silva Stefan de Vrij | Oscar Toni Kroos (c) Philipp Lahm James Rodríguez | Arjen Robben Thomas Müller |

### Premii
Totalul premiilor în bani a fost confirmat de FIFA ca 576 de milioane de dolari (aici sunt incluse și cele 70 de milioane de dolari care intră în contul cluburilor din țările participante). Înainte de turneu, fiecare dintre cele 32 de naționale a primit 1,5 milioane de dolari pentru pregătiri. Premiile vor fi distribuite în felul următor:
- 8 milioane de dolari – Pentru fiecare națională eliminată din grupe
- 9 milioane de dolari – Pentru fiecare națională eliminată din optimi
- 14 milioane de dolari – Pentru fiecare națională eliminată din sferturi
- 20 de milioane de dolari – Locul 4
- 22 de milioane de dolari – Locul 3
- 25 de milioane de dolari – Locul 2
- 35 de milioane de dolari – Locul 1

### Clasamentul echipelor
Notă: Precum s-a stabilit în fotbal, meciurile decise în prelungiri sunt notate ca victorii și înfrângeri, în timp ce meciurile decise la loviturile de departajare sunt notate ca egaluri.
| L                          | Echipă                     | G | MJ | V | E | Î | GM | GP | GA  | Pct. |
| -------------------------- | -------------------------- | - | -- | - | - | - | -- | -- | --- | ---- |
| Finala                     |                            |   |    |   |   |   |    |    |     |      |
| 1                          | Germania                   | G | 7  | 6 | 1 | 0 | 18 | 4  | +14 | 19   |
| 2                          | Argentina                  | F | 7  | 5 | 1 | 1 | 8  | 4  | +4  | 16   |
| Finala mică                |                            |   |    |   |   |   |    |    |     |      |
| 3                          | Țările de Jos              | B | 7  | 5 | 2 | 0 | 15 | 4  | +11 | 17   |
| 4                          | Brazilia                   | A | 7  | 3 | 2 | 2 | 11 | 14 | −3  | 11   |
| Eliminate în sferturi      |                            |   |    |   |   |   |    |    |     |      |
| 5                          | Columbia                   | C | 5  | 4 | 0 | 1 | 12 | 4  | +8  | 12   |
| 6                          | Belgia                     | H | 5  | 4 | 0 | 1 | 6  | 3  | +3  | 12   |
| 7                          | Franța                     | E | 5  | 3 | 1 | 1 | 10 | 3  | +7  | 10   |
| 8                          | Costa Rica                 | D | 5  | 2 | 3 | 0 | 5  | 2  | +3  | 9    |
| Eliminate în optimi        |                            |   |    |   |   |   |    |    |     |      |
| 9                          | Chile                      | B | 4  | 2 | 1 | 1 | 6  | 4  | +2  | 7    |
| 10                         | Mexic                      | A | 4  | 2 | 1 | 1 | 5  | 3  | +2  | 7    |
| 11                         | Elveția                    | E | 4  | 2 | 0 | 2 | 7  | 7  | 0   | 6    |
| 12                         | Uruguay                    | D | 4  | 2 | 0 | 2 | 4  | 6  | –2  | 6    |
| 13                         | Grecia                     | C | 4  | 1 | 2 | 1 | 3  | 5  | −2  | 5    |
| 14                         | Algeria                    | H | 4  | 1 | 1 | 2 | 7  | 7  | 0   | 4    |
| 15                         | Statele Unite ale Americii | G | 4  | 1 | 1 | 2 | 5  | 6  | −1  | 4    |
| 16                         | Nigeria                    | F | 4  | 1 | 1 | 2 | 3  | 5  | −2  | 4    |
| Eliminate în faza grupelor |                            |   |    |   |   |   |    |    |     |      |
| 17                         | Ecuador                    | E | 3  | 1 | 1 | 1 | 3  | 3  | 0   | 4    |
| 18                         | Portugalia                 | G | 3  | 1 | 1 | 1 | 4  | 7  | –3  | 4    |
| 19                         | Croația                    | A | 3  | 1 | 0 | 2 | 6  | 6  | 0   | 3    |
| 20                         | Bosnia și Herțegovina      | F | 3  | 1 | 0 | 2 | 4  | 4  | 0   | 3    |
| 21                         | Coasta de Fildeș           | C | 3  | 1 | 0 | 2 | 4  | 5  | −1  | 3    |
| 22                         | Italia                     | D | 3  | 1 | 0 | 2 | 2  | 3  | –1  | 3    |
| 23                         | Spania                     | B | 3  | 1 | 0 | 2 | 4  | 7  | −3  | 3    |
| 24                         | Rusia                      | H | 3  | 0 | 2 | 1 | 2  | 3  | −1  | 2    |
| 25                         | Ghana                      | G | 3  | 0 | 1 | 2 | 4  | 6  | −2  | 1    |
| 26                         | Anglia                     | D | 3  | 0 | 1 | 2 | 2  | 4  | −2  | 1    |
| 27                         | Coreea de Sud              | H | 3  | 0 | 1 | 2 | 3  | 6  | −3  | 1    |
| 28                         | Iran                       | F | 3  | 0 | 1 | 2 | 1  | 4  | −3  | 1    |
| 29                         | Japonia                    | C | 3  | 0 | 1 | 2 | 2  | 6  | −4  | 1    |
| 30                         | Australia                  | B | 3  | 0 | 0 | 3 | 3  | 9  | −6  | 0    |
| 31                         | Honduras                   | E | 3  | 0 | 0 | 3 | 1  | 8  | −7  | 0    |
| 32                         | Camerun                    | A | 3  | 0 | 0 | 3 | 1  | 9  | −8  | 0    |

## Pregătiri și costuri
Statisticile arată că guvernul brazilian a cheltuit 14 miliarde de dolari pentru pregătiri, facându-l cel mai scump Campionat Mondial până în ziua de astăzi. Este de așteptat ca FIFA să fi cheltuit 2 miliarde de dolari pe turneul final, cel mai consistent fiind fondul de premiere de 576 de milioane de dolari.
Cu toate că organizatorii au declarat că vor avea nevoie doar de un miliard de dolari, 3,6 miliarde de dolari s-au cheltuit doar pe stadioane. Cinci dintre stadioanele gazdă au fost construite special pentru acest Campionat Mondial, în timp ce Estádio Nacional Mané Garrincha, din capitala Brasília, a fost demolat și reconstruit, iar cele 6 stadioane gazdă rămase au fost renovate.
Alte 3 miliarde de dolari au fost investite de guvernul brazilian în infrastructură și proiecte pentru acest Campionat Mondial. Cu toate acestea, neterminarea acestor proiecte la timp a stârnit nemulțumirea printre brazilieni.
Guvernul brazilian a investit 900 de milioane de dolari în securitate, asigurând că acest campionat va fi "unul dintre cele mai protejate evenimente sportive din istorie".

### Baze de cantonament
Bazele de cantonament au fost utilizate de cele 32 de loturi naționale pentru cazare și antrenamente, înainte și pe durata Campionatului Mondial. Pe 31 ianuarie 2014, FIFA a anunțat care sunt bazele de cantonament pentru fiecare echipă participantă. Cele mai multe echipe au optat pentru a sta în regiunea de sud-est a Braziliei, în timp ce doar opt echipe au optat pentru alte regiuni; cinci dintre ele (Croația, Germania, Ghana, Grecia și Elveția) au ales să stea în regiunea de nord-est, iar cele trei rămase (Ecuador, Coreea de Sud and Spania) au ales să stea în regiunea de sud. Nicio echipă nu a optat să stea în regiunea de nord sau în cea central-vestică.
| Echipa                | Oraș                | Stat              |                  | Echipa           | Oraș           | Stat |
| --------------------- | ------------------- | ----------------- | ---------------- | ---------------- | -------------- | ---- |
| Algeria               | Sorocaba            | São Paulo         | Grecia           | Aracaju          | Sergipe        |      |
| Argentina             | Vespasiano          | Minas Gerais      | Honduras         | Porto Feliz      | São Paulo      |      |
| Australia             | Vitória             | Espírito Santo    | Iran             | Guarulhos        | São Paulo      |      |
| Belgia                | Mogi das Cruzes     | São Paulo         | Italia           | Mangaratiba      | Rio de Janeiro |      |
| Bosnia și Herțegovina | Guarujá             | São Paulo         | Coasta de Fildeș | Águas de Lindóia | São Paulo      |      |
| Brazilia              | Teresópolis         | Rio de Janeiro    | Japonia          | Itu              | São Paulo      |      |
| Camerun               | Vitória             | Espírito Santo    | Mexic            | Santos           | São Paulo      |      |
| Chile                 | Belo Horizonte      | Minas Gerais      | Olanda           | Rio de Janeiro   | Rio de Janeiro |      |
| Columbia              | Cotia               | São Paulo         | Nigeria          | Campinas         | São Paulo      |      |
| Costa Rica            | Santos              | São Paulo         | Portugalia       | Campinas         | São Paulo      |      |
| Croația               | Mata de São João    | Bahia             | Rusia            | Itu              | São Paulo      |      |
| Ecuador               | Viamão              | Rio Grande do Sul | Coreea de Sud    | Foz do Iguaçu    | Paraná         |      |
| Anglia                | Rio de Janeiro      | Rio de Janeiro    | Spania           | Curitiba         | Paraná         |      |
| Franța                | Ribeirão Preto      | São Paulo         | Elveția          | Porto Seguro     | Bahia          |      |
| Germania              | Santa Cruz Cabrália | Bahia             | Statele Unite    | São Paulo        | São Paulo      |      |
| Ghana                 | Maceió              | Alagoas           | Uruguay          | Sete Lagoas      | Minas Gerais   |      |

### Festivități dedicate fanilor
Pentru a treia oară consecutiv la un Campionat Mondial, FIFA a organizat festivități pentru fani în fiecare dintre cele 12 orașe gazdă ale competiției. Unuele dintre aceste locuri au fost: plaja Copacabana din Rio de Janeiro, care a mai organizat o festivitate asemănătoare și în 2010, Vale do Anhangabaú din Sao Paulo și Monumentul Axis din Brasília. Prima festivitate a avut loc la Fortaleza, pe 8 iunie 2014.

## Marketing
Marketingul acestui Campionat Mondial a reprezentat vânzarea de bilete, sprijinul sponsorilor și promovarea meciurilor prin simbolurile și cântecele acestui turneu. Mărfurile populare au reprezentat mascota oficială și jocul video, realizat de EA Sports. Cântecul oficial al turneului a fost "We Are One (Ola Ole)" și este cântat de Pitbull, Jennifer Lopez și Claudia Leitte. Pentru că face parte din Asociația Germană de Fotbal, compania aeriană germană Lufthansa și-a schimbat numele în "Fanhansa" pentru cele câteva avioane cu care a zburat echipa națională a Germaniei, presa, dar și fanii germani care au mers în Brazilia pentru a-și susține naționala.

## Transmisiuni
Pentru a patra oară consecutiv la un Campionat Mondial, transmisiunea a fost furnizată de HBS, o subdiviziune a Infront Sports & Media. Compania Sony a fost selectată ca furnizor oficial de echipament și a construit 12 containere pentru transmisiunile HD, unul pentru fiecare stadion. Fiecare meci a utilizat 37 de camere, aici fiind incluse o cameră Aerial, o cameră Cablecam, două camere Ultramotion și o cameră pentru interviuri. Filmul turneului, precum și alte trei meciuri, vor fi filmate cu ajutorul tehnologiei Ultra HD (rezoluția 4K), ca urmare a succesului de la Cupa Confederațiilor FIFA 2013.
Drepturile de televizare – transmisiunile TV, radio, internet și pe mobil – pentru turneu au fost vândute pentru fiecare teritoriu FIFA sau pentru Uniunea Europeană de Radio și Televiziune, Organización de Televisión Iberoamericana, International Media Content, Dentsu și RS International Broadcasting & Sports Management. Vânzarea acestor drepturi a reprezentat 60 % din veniturile FIFA pentru găzduirea Campionatului Mondial. Centrul de Transmisiuni Internaționale pentru acest Campionat Mondial s-a aflat la Rio de Janeiro.
Pe plan mondial, câteva meciuri au fost cele mai urmărite evenimente sportive din țara respectivă în 2014. 42,9 milioane de brazilieni au urmărit meciul de deschidere dintre Brazilia și Croația, 34,1 milioane de japonezi și-au văzut naționala în meciul contra Coastei de Fildeș, 26,4 milioane de germani și-au văzut favoriții învingând naționala Portugaliei, în timp ce 24,7 milioane de americani au urmărit meciul dintre Statele Unite și Portugalia, făcându-l cel mai urmărit meci de fotbal din istoria Statelor Unite, la egalitate cu finala din 2010.

## Controverse
Campionatul Mondial de Fotbal 2014 din Brazilia a generat diverse controverse la deschidere, dar și înainte de deschidere. În mare parte, acestea s-au concentrat pe arbitraj, avându-i în prim plan pe Yuichi Nishimura, Milorad Mažić, Enrique Osses, Peter O'Leary, Ravshan Irmatov și Humberto Clavijo. În plus, au fost câteva probleme în legătură cu siguranța, deoarece opt muncitori au murit în timpul construcțiilor din cauza unui incendiu, fanii au pătruns în stadioane și au distrus camera presei, balustradele foarte șubrede au cedat pe stadionul Maracanã, iar un pod a cedat și a căzut pe un drum aglomerat din Belo Horizonte. Cel mai notabil caz de indisciplină a fost cel al lui Luis Suárez, care a fost suspendat pentru că a mușcat un jucător italian în timpul unui meci.

### Proteste

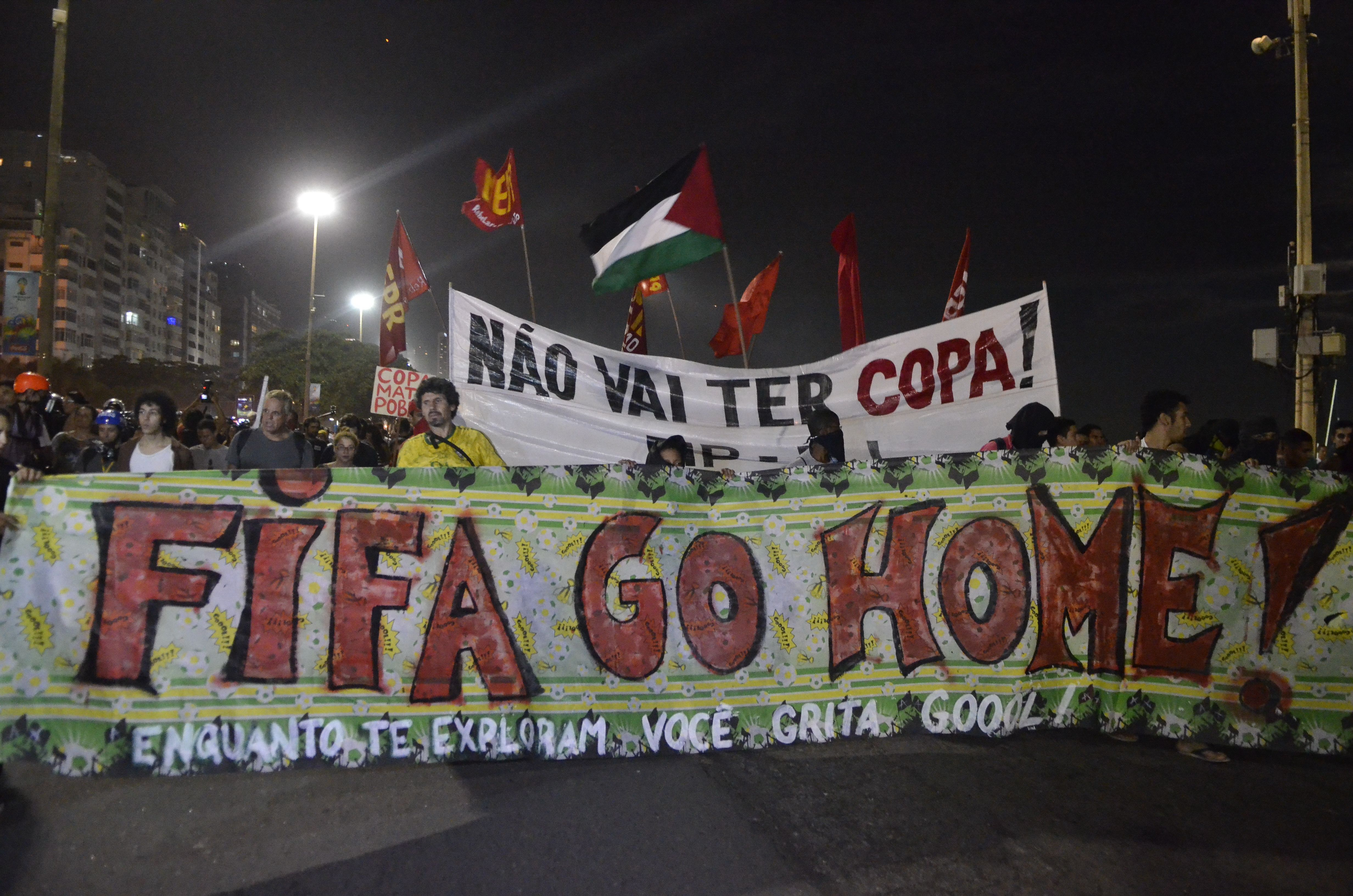
Proteste împotriva Campionatului Mondial în ziua deschiderii.

La fel ca la deschiderea Cupei Confederațiilor din 2013, găzduită tot de Brazilia, protestele au avut loc în afara stadionului Nacional Mané Garrincha, și au fost organizate de cetățeni brazilieni supărați pe faptul că s-au folosit prea mulți bani pentru organizarea acestui Campionat Mondial. Președintele brazilian Dilma Rousseff, cât și președintele FIFA, Sepp Blatter, au fost huiduiți la discursurile ținute la deschiderea Cupei Confederațiilor, iar din această cauză, FIFA a declarat că nu vor avea loc discursuri la deschiderea Campionatului Mondial din 2014. Viitoare proteste au avut loc în timpul Cupei Confederațiilor FIFA 2013, precum și în timpul acestui Campionat Mondial.

### Pătrunderea în stadioane
La meciul din grupa B, dintre Spania și Chile, aproape 100 de suporteri chilieni s-au strâns în jurul stadionului Maracanã și au intrat în camera presei. Poliția a reținut 85 de chilieni pentru audieri în timpul evenimentelor. Cu trei zile în urmă, 20 de suporteri argentinieni au făcut un atac asemănător în timpul meciului din grupa F dintre Argentina și Bosnia-Herțegovina pe același stadion.

### Prăbușirea podului
Pe 3 iulie 2014, un pod în construcție din orașul Belo Horizonte s-a prăbușit pe un drum aglomerat de dedesubt, lâsând două persoane moarte și alte 22 rănite.

### Incidentul cu Luis Suárez
În jurul minutului 79 al meciului dintre Uruguay și Italia al grupei D, atacantul uruguayan Luis Suárez l-a mușcat de umăr pe fundașul italian Giorgio Chiellini, care i-a arătat arbitrului semnul făcut imediat după aceea. Din cornerul obținut la aceeași fază, Diego Godín a înscris golul de 1–0, iar Uruguay a obținut locul 2 al grupei D, care duce mai departe în optimile de finală. După meci, Suárez a negat vreo vină, cu toate că fotografiile sau reluările arătau contrariul. Deoarece a fost a treia oară când a mușcat un adversar, FIFA a anunțat că Luis Suárez nu va mai juca următoarele 9 meciuri în tricoul echipei naționale și va plăti o amendă de 100.000 de franci elvețieni. De asemenea, el nu mai are dreptul să ia parte la nicio activitate fotbalistică (inclusiv să intre pe terenul de fotbal) pe o durată de 4 luni.
Suárez a admis câteva zile mai târziu că l-a mușcat pe Chiellini, spunând că acest incident a rezultat din coliziunea cu jucătorul italian. El și-a cerut scuze în mod oficial pentru că "[Chiellini] a trebuit să sufere din cauza acestui lucru", iar jucătorul italian le-a acceptat.

### Accidentările la cap
În timpul turneului, FIFA a primit câteva contestări în legătură cu modul de a trece peste accidentările la cap. Două incidente în particular au atras cea mai mare atenție. Primul, în faza grupelor, atunci când fundașul uruguayan, Álvaro Pereira, a primit o lovitură la cap, după care a zăcut inconștient. Doctorul uruguayan a cerut schimbarea, dar jucătorul a ales să continue meciul. Incidentul a atras atenția celor de la FIFPro, dar și a lui Michel D'Hooghe, unul din membrii comitetului medical FIFA.
Al doilea, în finală, atunci când mijlocașul german, Christoph Kramer, a primit o lovitură la cap în minutul 14, dar a continuat jocul până în minutul 31, atunci când s-a prăbușit și a fost scos de pe teren. Atunci, Kramer era dezorientat și confuz, și chiar l-a întrebat pe arbitrul Nicola Rizzoli dacă acest meci este finala Campionatului Mondial.